# Beyoncé
Vous lisez un « bon article » labellisé en 2010.
Pour les articles homonymes, voir Knowles.
Beyoncé (prononcé : [biˈjɑnseɪ]), parfois appelée par son nom complet Beyoncé Giselle Knowles, voire par son nom d'épouse Beyoncé Carter (née le 4 septembre 1981 à Houston, au Texas), est une chanteuse, rappeuse, autrice-compositrice-interprète, danseuse, productrice, actrice et femme d’affaires américaine. Elle est désignée en 2009 comme étant l'artiste de la décennie 2000 par The Guardian, tandis que NME la voit comme l'une des artistes ayant défini la décennie 2010. En 2013, les critiques musicales du New Yorker décrivent Beyoncé comme étant la musicienne la plus populaire, la plus importante et la plus influente de ce début de XXIe siècle. En 2013, le magazine Forbes la classe 17e dans la liste des femmes les plus puissantes et 4e dans la liste des stars les plus puissantes du monde, ce qui fait d'elle la deuxième chanteuse la plus puissante au monde, derrière Lady Gaga et devant Madonna. En 2014, elle figure en tête de la liste établie par le magazine Forbes des célébrités les plus influentes au monde. En 2022, le magazine Rolling Stone la déclare plus grande artiste musicale de la décennie passée.
En novembre 2024, elle dénombre plus de 350 millions de disques vendus dans le monde, en solo et avec les Destiny's Child.
Beyoncé remporte de nombreuses récompenses au fil de sa carrière ; elle est la deuxième artiste la plus récompensée au monde juste après Michael Jackson. Aux Grammy Awards, elle est l'artiste la plus récompensée avec 35 récompenses. En 2025, Beyoncé totalise 99 nominations, ce qui fait d'elle l'artiste la plus nommée de l'histoire des Grammy Awards. En 2007, elle marque l'histoire en devenant la première artiste féminine à gagner le prix de l'artiste internationale aux American Music Awards. Elle est classée comme la quatrième artiste des années 2000 selon Billboard et le 11 décembre 2009, le magazine Billboard la classe comme l'artiste féminine ayant eu le plus de succès et comme l'artiste la plus diffusée en radio lors de la décennie 2000-2009. Son tube Formation sorti en 2016 devient la chanson la plus récompensée de toute l'histoire, surpassant le tube Thriller de Michael Jackson.
Le 21 janvier 2013, elle chante l'hymne national lors de la seconde investiture du président américain Barack Obama. En février 2013, elle chante lors de la mi-temps du Super Bowl XLVII. Elle chantera à nouveau lors du Superbowl 50 en février 2016 accompagnée de Coldplay et Bruno Mars. Les deux spectacles font partie des mi-temps les plus vues de tous les temps. 
Elle est aujourd’hui l’une des seules artistes, avec Bruno Mars et Justin Timberlake, à s’être produit 2 fois lors de la mi-temps du Super Bowl.
Beyoncé Knowles a également une carrière d'actrice : elle apparaît pour la première fois à l'écran en 2001 dans le film musical Carmen: A Hip Hopera, puis Dreamgirls en 2006 pour lequel elle obtient deux nominations aux Golden Globes. Elle interprète également l’un des premiers rôles du thriller Obsessed en 2009.
Beyoncé et sa mère Tina lancent leur ligne de mode familiale, House of Deréon, en 2004. Elle fait également de la publicité pour des marques comme Pepsi, Tommy Hilfiger, Giorgio Armani et L'Oréal.

## Biographie

### Jeunesse et débuts
Beyoncé Giselle Knowles naît le 4 septembre 1981 à Houston au Texas. Elle est la fille de Mathew Knowles, alors directeur commercial chez Xerox, et de Celestine Ann « Tina » Beyoncé, styliste, couturière et coiffeuse d'origine créole de Louisiane. Par sa mère, Beyoncé est une descendante du chef acadien Joseph Brossard,, et possède des origines bretonnes, irlandaises et wallones. Beyoncé est prénommée ainsi en hommage à sa mère dont le nom de jeune fille est « Beyoncé ». Sa sœur cadette Solange Knowles est aussi chanteuse et actrice.
Beyoncé est scolarisée à l'école primaire St. Mary's of the Purification Catholic Montessori School à Houston, où elle suit des cours de danse. Son talent pour le chant est découvert quand sa professeure de danse, Darlette Johnson, commence à fredonner une chanson qu'elle termine en atteignant des notes aiguës. L'intérêt de Beyoncé pour la musique et le spectacle naît après sa participation à un spectacle scolaire où elle chante Imagine de John Lennon et remporte le concours,, devant des compétiteurs âgés de quinze et seize ans. À sept ans, Beyoncé commence à attirer l'attention de la presse, comme le Houston Chronicle qui la mentionne pour sa nomination aux Sammy Awards, des récompenses locales pour les arts du spectacle.
À l'automne 1990, alors âgée de neuf ans, Beyoncé est inscrite à l'école primaire Parker, une école à Houston spécialisée dans la musique, où elle s'exerce sur scène avec la chorale de l'école. Elle intègre plus tard à la Kinder High School for the Performing and Visual Arts de Houston et entre ensuite à la Alief Elsik High School, située à Alief, une municipalité de la banlieue de Houston,. En parallèle, elle est soliste dans la chorale de son église, l'Eglise méthodiste unie St. John, où elle chante pendant deux ans. En guise de premier petit boulot, Beyoncé passe le balai dans le salon de coiffure de sa mère, et y performe occasionnellement devant les clients.
À neuf ans, Beyoncé rencontre LaTavia Roberson lors d'une audition pour rejoindre un groupe de divertissement entièrement féminin. Avec LaTavia et sa cousine Kelly Rowland, elles rejoignent toutes trois un groupe de six jeunes filles qui fait du rap et de la danse, appelé à l'origine Girl's Tyme. Le producteur RnB de la côte Ouest Arne Frager se rend à Houston pour les rencontrer, et, convaincu, les emmène enregistrer dans son studio The Plant Recording Studios, en Californie du Nord, avec la voix de Beyoncé en vedette. Dans le cadre des efforts pour faire signer un contrat à Girl's Tyme chez un label majeur, la stratégie de Frager est au début de les faire participer à Star Search, la plus grande émission de recherche de talents du moment. Girl's Tyme participe à la compétition, mais échoue parce que, selon Beyoncé, la chanson interprétée n'était pas la bonne,. Beyoncé connaît son premier « échec professionnel » avec cette défaite, mais retrouve confiance après avoir appris que les pop stars Britney Spears et Justin Timberlake avaient, eux aussi, vécu la même humiliation.
Pour gérer le groupe, le père de Beyoncé, à cette époque vendeur d'équipement médical, démissionne, en 1995, de son travail, il met en place un « camp d'entraînement » pour leur formation. Ce qui réduit de moitié le budget de la famille de Beyoncé, et ses parents sont forcés de déménager dans des appartements séparés. Peu de temps après l'inclusion de Rowland, Matthew réduit le groupe à quatre, avec LeToya Luckett qui les rejoint en 1993. Répétant dans le salon de coiffure de Tina et dans son arrière-boutique, le petit groupe continue à se produire, comme pour la première partie d'un concert de groupes RnB féminin de cette époque ; Tina contribue en créant leurs costumes, ce qu'elle continuera à faire pendant toute l'ère Destiny's Child. Grâce au soutien continu de Matthew, elles auditionnent auprès des maisons de disques et signent finalement chez Elektra Records. Elles déménagent à Atlanta pour travailler sur leur premier enregistrement, avant que la maison de disques ne rompe le contrat en 1995. Le groupe retourne à la maison pour recommencer à zéro et le nom du groupe est changé en Destiny's Child. Ceci apporte la discorde chez les Knowles, les parents de Beyoncé se séparent brièvement quand elle a 14 ans. En 1996, la famille se reforme, et au même moment, les filles signent un contrat avec Columbia Records sous le nom de Destiny's Child.

### Destiny's Child (1997-2001)

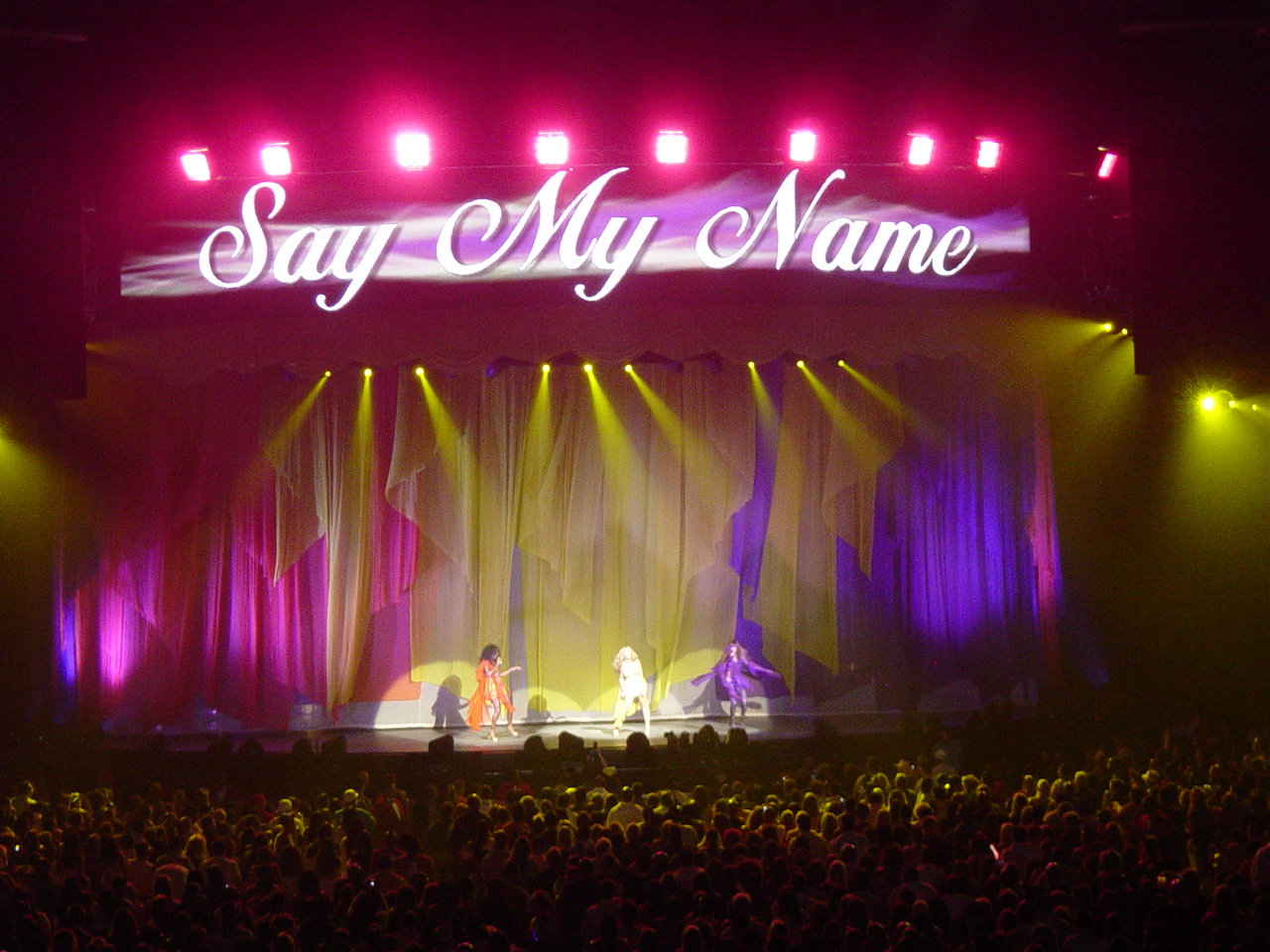
Les Destiny's Child qui interprètent leur single de 2000 Say My Name durant leur tournée d'adieu, Destiny Fulfilled… and Lovin' It.

Le groupe change son nom en Destiny's Child en 1997 d'après un passage du Livre d'Isaïe. Ensemble, elles se produisent dans des concerts locaux et, après quatre ans sur la route, le groupe signe chez Columbia Records à la fin de l'année 1997. Cette même année, Destiny's Child enregistre leur première chanson, Killing Time, pour la bande-originale du film de 1997 Men in Black,. L'année suivante, le groupe sort son premier album, qui contient leur premier tube, No, No, No. Cet album installe le groupe dans l'industrie musicale, avec des ventes modérées et faisant gagner au groupe trois Soul Train Lady of Soul Awards pour le « Meilleur single RnB/soul » avec No, No, No, le « Meilleur album RnB/soul de l'année » et le « meilleur nouvel artiste RnB/soul ou rap ». Le groupe sort son second album qui sera plusieurs fois disque de platine, The Writing's on the Wall, en 1999. Le disque comporte certaines des chansons les plus connues du groupe telles que Bills, Bills, Bills, le premier single numéro un du groupe, Jumpin', Jumpin', et Say My Name, qui va devenir leur chanson remportant le plus de succès à ce moment-là, et qui restera une de leurs chansons phares. Say My Name remporte le prix de la Meilleure prestation RnB par un duo ou un groupe avec chant et le prix de la Meilleure chanson RnB lors de la 43e cérémonie des Grammy Awards en 2001. The Writing's on the Wall s'est vendu à plus de huit millions d'exemplaires.

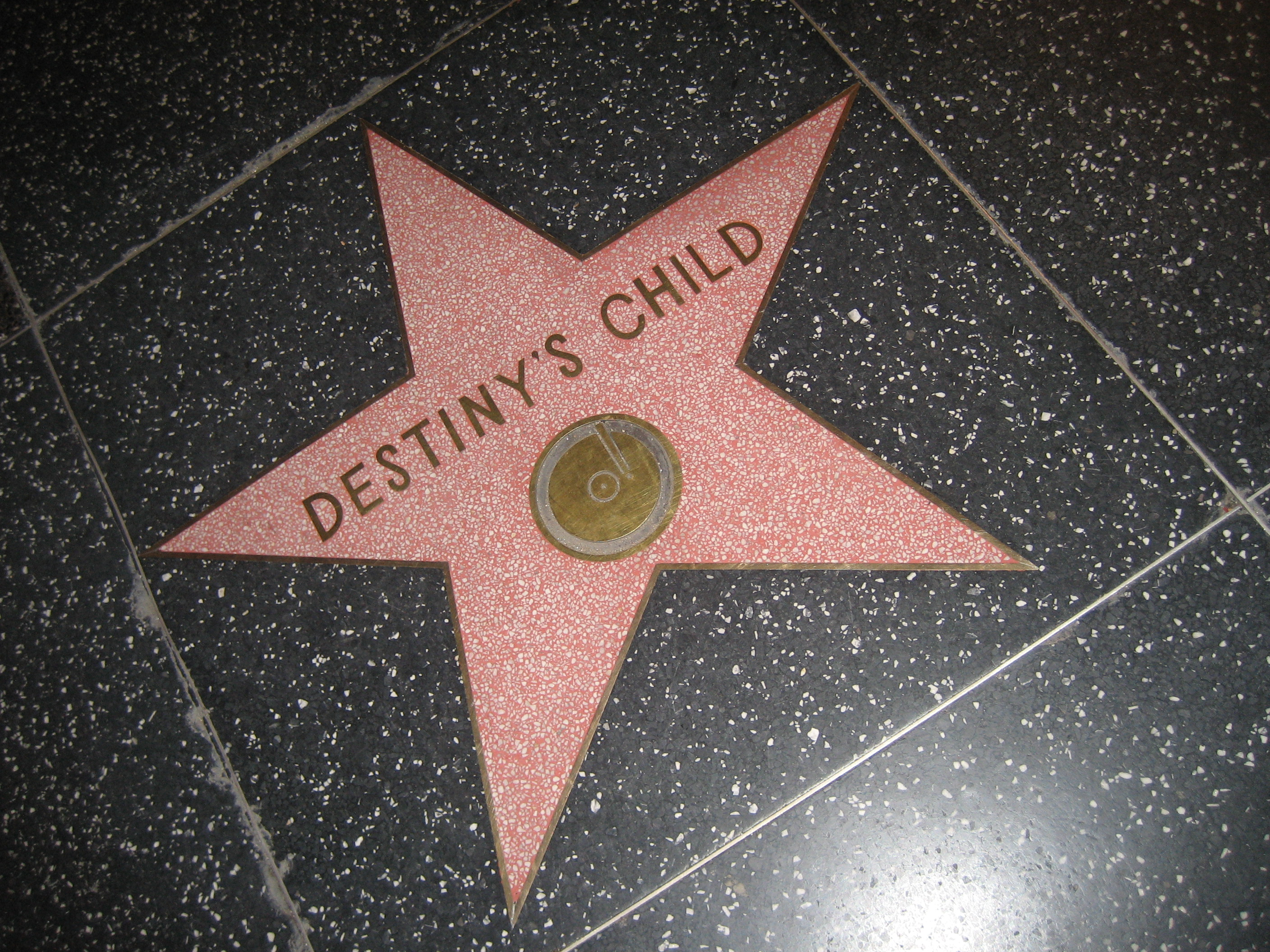
L'étoile des Destiny's Child sur l'Hollywood Walk of Fame.

Luckett et Roberson découvrent sur le clip de Say My Name qu'elles ont été remplacées par Michelle Williams et Farrah Franklin. Elles intentent alors un procès au groupe pour rupture de contrat. Finalement, Luckett et Roberson quittent le groupe. Franklin les suit cinq mois plus tard, comme en témoignent ses absences lors des promotions et des concerts. Elle attribue son départ à des ondes négatives dans le groupe, résultant de la séparation. Après la décision sur leur nombre définitif, le trio enregistre Independent Women Part I, qui apparaît en 2000 sur la bande originale du film Charlie et ses drôles de dames. Il devient leur single le mieux classé, restant en tête du classement officiel des singles américains pendant onze semaines consécutives. Plus tard dans l'année, Luckett et Roberson retirent leur plainte contre les nouveaux anciens membres du groupe, tout en continuant leur procès contre Mathew. Les deux parties se mettent d'accord : ils conviennent de cesser leur dénigrement public. Luckett et Roberson déposent à nouveau plainte après la sortie du troisième album des Destiny's Child, Survivor qui est sorti en mai 2001, en faisant valoir que les chansons de l'album les visaient. L'album débute numéro un au Billboard 200 américain avec 663 000 exemplaires vendus. Deux ans plus tard, Survivor a été vendu à plus de dix millions d'exemplaires dans le monde entier, dont plus de 40 % uniquement aux États-Unis. L'album engendre d'autres singles numéro un comme Bootylicious et le titre éponyme de l'album, Survivor ; ce dernier vaudra au groupe un Grammy Award de la meilleure prestation R&B par un duo ou un groupe avec chant. Après la sortie de leur album de Noël, 8 Days of Christmas, le groupe annonce prendre une pause pour que chacune poursuive des projets en solo.

### Dangerously In Loveet dissolution du groupe (2000-2005)

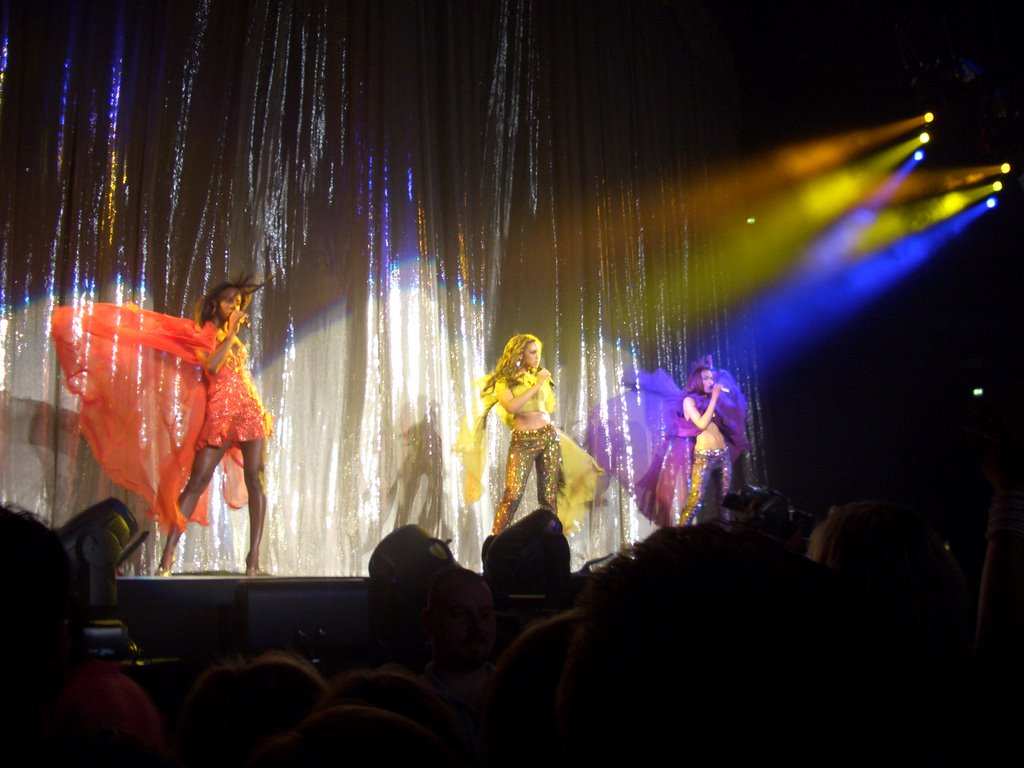
Les Destiny's Child lors du Destiny Fulfilled... and Lovin' It en 2005.

Avant de se lancer dans une carrière solo, lorsqu'elle était encore avec les Destiny's Child, Beyoncé faisait déjà des apparitions en solo. Elle fait notamment un duo avec son partenaire de label Marc Nelson sur la chanson After All Is Said and Done pour la bande originale du film de 1999 The Best Man. Au début de 2001, alors que les Destiny's Child terminent l'enregistrement de Survivor, Beyoncé décroche un des rôles principaux dans le téléfilm de MTV, Carmen: A Hip Hopera, aux côtés de l'acteur américain Mekhi Phifer. Tourné à Philadelphie, le film est une interprétation moderne de l'opéra du XIXe siècle Carmen écrit par le compositeur français Georges Bizet.
En 2002, Beyoncé est la covedette de la comédie Austin Powers dans Goldmember, en jouant Foxxy Cleopatra aux côtés de Mike Myers et enregistre son premier single solo, Work It Out, pour la bande originale de ce film. L'année suivante, elle joue aux côtés de Cuba Gooding Jr. dans la comédie romantique The Fighting Temptations, et enregistre de nombreuses chansons pour la bande originale du film, dont Fighting Temptation et une reprise de Fever,.
Cette même année, Beyoncé est présente sur le single de son petit ami Jay-Z, 03 Bonnie & Clyde. Elle enregistre également une version de In da Club de 50 Cent qui sort en mars 2003. Luther Vandross et Beyoncé reprennent le duo The Closer I Get to You, qui a été originellement enregistré par Roberta Flack et Donny Hathaway en 1977. Leur version gagne un Grammy Award de la meilleure prestation R&B par un duo ou un groupe avec chant l'année suivante, tandis que Dance with My Father, une reprise de Vandross, récompense Beyoncé avec le Grammy Award de la meilleure prestation vocale R&B masculine,.
Après que Williams et Rowland ont sorti leur album respectif en solo, Beyoncé sort à son tour son premier album solo, Dangerously in Love, en juin 2003. Avec de nombreux collaborateurs musicaux, l'album contient une combinaison de chansons comprenant des rythmes élevés et des mélodies RnB. L'album débute à la première place du Billboard 200, se vendant à 317 000 exemplaires dans sa première semaine. Certifié quadruple disque de platine le 5 août 2004 par le Recording Industry Association of America, l'album s'est vendu à 6,7 millions d'exemplaires à ce jour aux États-Unis. L'album a produit deux singles numéro un. Crazy in Love, contenant un couplet rappé de Jay-Z, est diffusé comme premier single de l'album et est resté numéro un dans le Billboard Hot 100 pendant huit semaines consécutives et dans de nombreux classements dans le monde. Beyoncé a également été simultanément en tête des classements des singles et des albums au Royaume-Uni,. Le second single de l'album, Baby Boy, dans lequel intervient le chanteur de dancehall Sean Paul, devient également un des plus grands succès de 2003, dominant le classement des diffusions dans les radios américaines et restant pendant neuf semaines numéro un au Billboard Hot 100 soit une semaine de plus que Crazy in Love,. Comme ce dernier, les trois singles suivants deviennent également des succès commerciaux, ce qui propulse l'album au sommet des classements et l'y maintient, le disque finissant par être certifié multi-disque de platine. Beyoncé remporte le nombre record à cette époque de cinq Grammy Awards lors de la 48e cérémonie des Grammy Awards en 2004 pour son travail en solo, qui comprend le Grammy Award de la meilleure prestation vocale R&B féminine pour Dangerously in Love 2, celui de la meilleure chanson RnB pour Crazy in Love, et celui du meilleur album de 'B contemporain. Elle partage ce record avec quatre autres artistes féminines : Lauryn Hill en 1999, Alicia Keys en 2002, Norah Jones en 2003 et Amy Winehouse en 2008. Elle bat son propre record en 2010, avec 6 Grammy Awards en une seule cérémonie. En 2004, elle gagne un Brit Award pour l'artiste internationale féminine solo. Au début de l'année 2004, Beyoncé interprète l'hymne national américain au Super Bowl XXXVIII au Reliant Stadium de Houston. Elle participe le 27 février 2005 à la 77e cérémonie des Oscars en interprétant Vois sur ton chemin, la chanson du film Les Choristes de Christophe Barratier nommée pour l'Oscar de la meilleure musique de film.
Elle prévoit ensuite de sortir une suite à Dangerously in Love, qui utilisera certains de ses enregistrements laissés de côté. Cependant, ses aspirations musicales ont été mises en pause en raison d'un agenda chargé, notamment par l'enregistrement avec les Destiny's Child de ce qui sera leur dernier album. Après trois ans consacrés à des projets solo, Beyoncé, Rowland et Williams sortent Destiny Fulfilled en novembre 2004. L'album atteint la deuxième place du Billboard 200, et engendre trois singles qui entrent dans le top 40 dont Lose My Breath et Soldier. Pour accompagner l'album, les Destiny's Child lancent en 2005 la tournée mondiale Destiny Fulfilled… And Lovin' It, qui se déroule d'avril à septembre. Lors de leur visite à Barcelone, le groupe annonce sa dissolution après la fin de la partie nord-américaine de la tournée,. En octobre 2005, le groupe sort une compilation, appelée Number 1's, qui comporte tous les singles numéro un des Destiny's Child et la plupart de leurs chansons connues. La compilation inclut également trois nouvelles chansons. Destiny's Child est honoré par une étoile sur le Hollywood Walk of Fame en mars 2006. Elles ont été également reconnues comme le groupe féminin ayant vendu le plus dans le monde de tous les temps par les World Music Awards,.

### B'DayetDreamgirls(2006-2007)

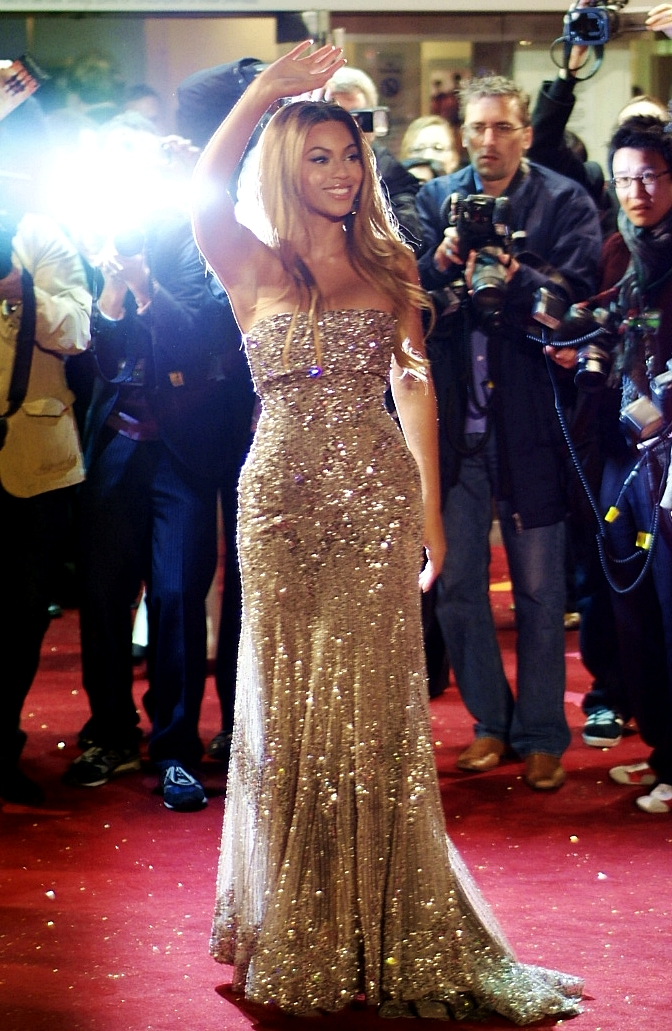
Beyoncé lors de l'avant première de Dreamgirls en 2007.

Continuant sa carrière au cinéma, Beyoncé joue le rôle de Xania, une pop star internationale dans le film La Panthère rose, aux côtés de Steve Martin, qui joue l'inspecteur Jacques Clouseau,. Le film sort le 10 février 2006, et débute numéro un au box-office, avec 21,7 millions de dollars en recette dans sa première semaine. Beyoncé enregistre Check on It pour la bande originale du film, avec Slim Thug, et atteint la première place du Billboard Hot 100. À la fin 2005, elle met à nouveau son deuxième album en attente après avoir décroché un rôle dans Dreamgirls, une adaptation cinématographique de la comédie musicale de Broadway du même nom datant de 1981 qui évoque un groupe des années 1960, librement inspiré par le groupe entièrement féminin de la Motown, The Supremes. Dans le film, elle joue un personnage inspiré par Diana Ross, Deena Jones,. Dreamgirls, dont les têtes d'affiche sont Jamie Foxx, Eddie Murphy, et Jennifer Hudson, sort en décembre 2006. Beyoncé enregistre plusieurs chansons pour la bande originale du film, dont la chanson Listen. Le 14 décembre 2006, Beyoncé est proposée pour deux Golden Globes grâce au film : le Golden Globe de la meilleure actrice dans un film musical ou une comédie et le Golden Globe de la meilleure chanson originale pour Listen. Inspirée par son rôle dans Dreamgirls, Beyoncé travaille sur son second album sans plan précis, indiquant à MTV News, « [Lorsque le tournage s'est terminé] J'avais tant de choses refoulées, tant d'émotions, tant d'idées ». Beyoncé s'entoure de ses anciens collaborateurs musicaux, dont Rich Harrison, Rodney Jerkins et Sean Garrett, aux Sony Music Studios à New York. Elle coécrit et coproduit la quasi-totalité des chansons de l'album, qui est enregistré en trois semaines. B'Day sort dans le monde le 4 septembre 2006, et le lendemain aux États-Unis pour coïncider avec la célébration de son vingt-cinquième anniversaire. L'album débute à la première place dans le Billboard 200, avec plus de 541 000 exemplaires vendus dans la première semaine, son plus haut score de ventes en première semaine en tant qu'artiste solo. L'album a été certifié trois fois disque de platine aux États-Unis par le Recording Industry Association of America (RIAA). Le premier single, Déjà Vu, en duo avec Jay-Z est numéro un au Royaume-Uni. Irreplaceable sort en octobre 2006 comme le second single de l'album dans le monde et le troisième single aux États-Unis. La chanson prend la tête du Billboard Hot 100 pendant 10 semaines consécutives, le record de Beyoncé. Bien qu'il ait été un succès commercial, la production relativement courte de l'album fait l'objet de critiques,.
Beyoncé sort à nouveau B'Day le 3 avril 2007, dans une édition de luxe, comprenant cinq nouvelles chansons et les versions en espagnoles de Irreplaceable, et de Listen. En même temps, la B'Day Anthology sort avec 10 clips vidéos,. En parallèle de l'album, Beyoncé entame la longue tournée de concerts The Beyoncé Experience, qui visite plus de quatre-vingt-dix sites dans le monde entier, et est filmé pour le concert en DVD The Beyoncé Experience Live!. À la 49e cérémonie des Grammy Awards en 2007, B'Day fait gagner à Beyoncé le prix du meilleur album de RnB contemporain. L'artiste marque l'histoire lors de la 35e cérémonie annuelle des American Music Awards en devenant la première femme à gagner le prix de l'artiste internationale.

### I Am… Sasha FierceetCadillac Records(2008-2010)

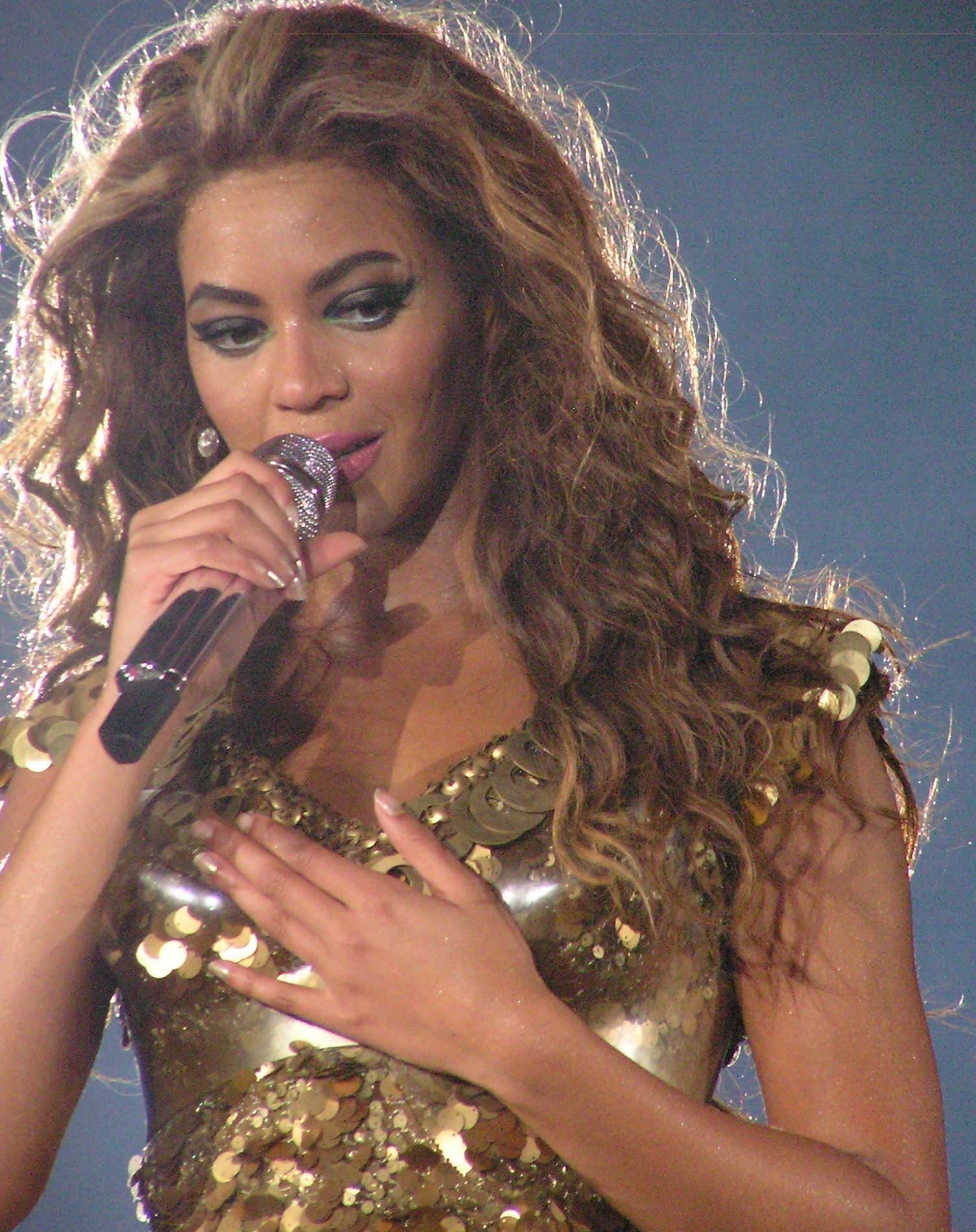
Beyoncé - Newcastle - 2009.

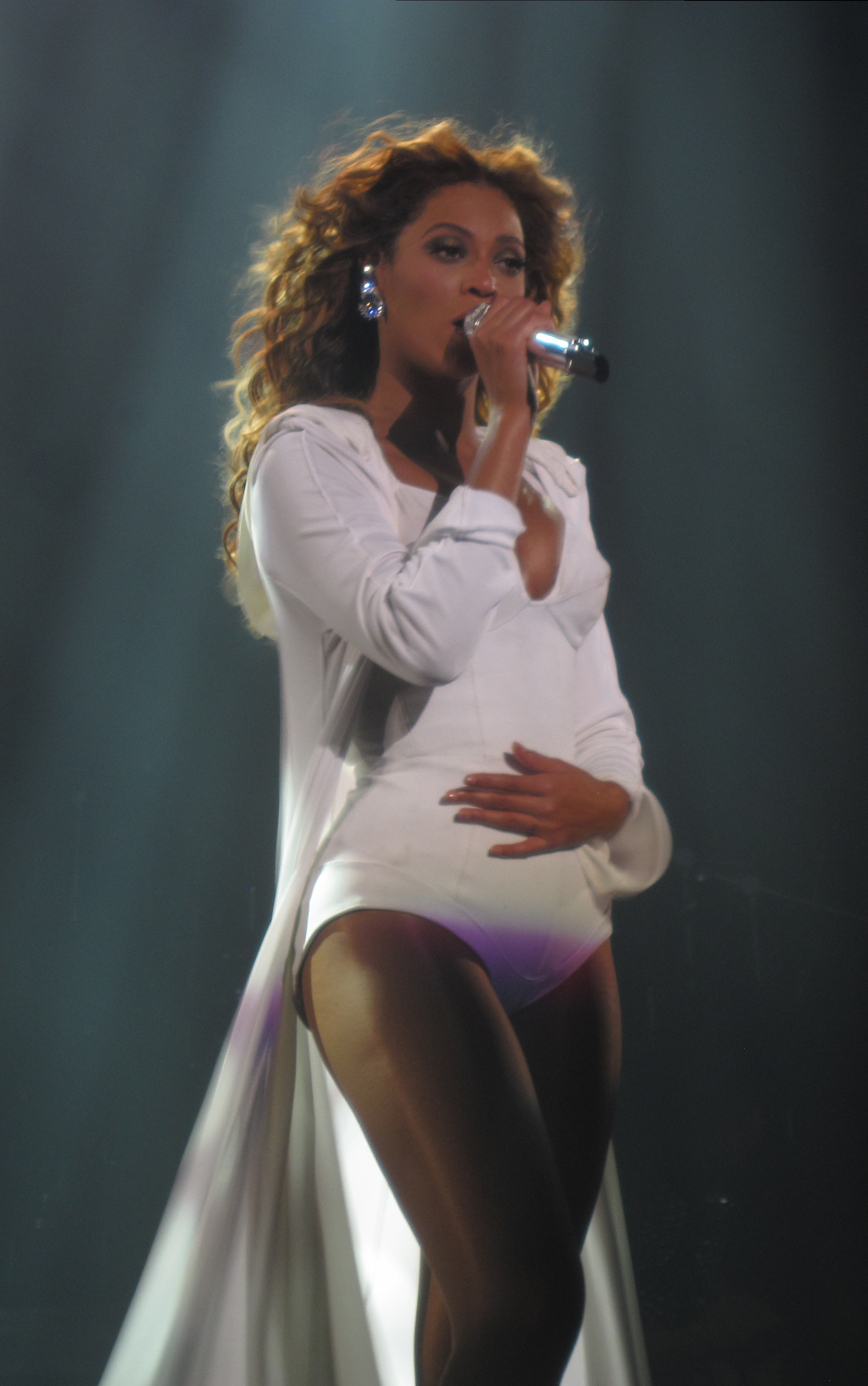
Beyoncé lors du I Am… World Tour en mai 2009.

Beyoncé sort son troisième album studio, I Am... Sasha Fierce, le 18 novembre 2008. Elle déclare que Sasha Fierce est le nom de la personnalité qu'elle adopte quand elle est sur scène. L'album est précédé par la sortie de ses deux singles, If I Were a Boy et Single Ladies (Put a Ring on It). Alors que If I Were a Boy est en tête de nombreux classements dans le monde, surtout dans les pays européens, Single Ladies (Put a Ring on It) s'est classée numéro un au classement Billboard Hot 100, pour quatre semaines non-consécutives, donnant à Beyoncé son cinquième single numéro un aux États-Unis.
Beyoncé joue le rôle de la chanteuse de blues Etta James dans le film biographique musical, Cadillac Records. Sa prestation dans le film lui vaut des éloges de la part des critiques. La chanson Once in a Lifetime, qui est une collaboration avec le chanteur britannique Scott McFarnon, est proposée pour un Grammy Award et un Golden Globe. Beyoncé joue également avec Ali Larter et Idris Elba dans un thriller intitulé Obsessed, qui était en production depuis mai 2008. Le film s'avère être un succès commercial, sort aux États-Unis le 24 avril 2009 et rapporte 11,1 millions de dollars le jour de sa sortie. Il termine le week-end d'ouverture à la première place, avec un total de 28,6 millions de dollars.
Halo, le quatrième single de I Am… Sasha Fierce prend la cinquième position dans le Billboard Hot 100, devenant le 12e single dans le top 10 de ce classement de Beyoncé en tant qu'artiste solo. Cela fait de Beyoncé l'artiste féminine avec le plus de top dix dans le Hot 100 cette décennie,. Elle est également l'artiste féminine avec le plus de semaines cumulées à la première place de ce classement cette décennie, avec un total de 36 semaines à la première place, le plus de top cinq et également le plus de top dix de la décennie avec quatorze,, ainsi que le plus de singles dans le top 40 pendant la décennie avec 19 singles.
Beyoncé remporte le prix de la meilleure artiste féminine aux NAACP Image Awards 2009. Elle gagne aussi le prix de la meilleure artiste RnB lors des Teen Choice Awards 2009. Beyoncé est le 18 janvier 2009, aux festivités du Lincoln Memorial en l'honneur de l'investiture de Barack Obama, le 44e président des États-Unis. Elle chante également sa version de la plus célèbre chanson de RnB classique de Etta James, At Last, au président Obama et à sa femme Michelle qui font à cette occasion leur première danse en tant que président et première dame d'Amérique, le 20 janvier 2009, au Neighborhood Inaugural Ball.
En soutien de l'album, Beyoncé lance la longue tournée de concerts I Am… World Tour à partir de l'été 2009, parcourant le monde entier. Elle conclut la partie nord-américaine de sa tournée avec un engagement de quatre jours limité au très intime théâtre Encore de 1 500 places au complexe Encore de Steve Wynn à Las Vegas, du 30 juillet jusqu'au 2 août 2009. Au 2 août 2009, la tournée de Beyoncé est officiellement classée l'attraction numéro un grâce aux records de fréquentation et un parcours inédit avec de nombreuses étapes.
Le clip vidéo de Single Ladies (Put a Ring on It) remporte le BET Awards 2009 de la vidéo de l'année. De plus, il est proposé pour un total de neuf récompenses lors des MTV Video Music Awards 2009, et finalement remporte celle de la vidéo de l'année ainsi que deux autres prix, même si son échec dans la catégorie Meilleure vidéo féminine remporté par Taylor Swift et sa chanson You Belong with Me conduit à une controverse lors de la cérémonie,,. En octobre 2009, Beyoncé reçoit le prix de la « femme de l'année » du magazine Billboard. En novembre 2009, elle est annoncée comme la gagnante du concours de la chaîne anglaise 4Music appelé « Les plus grandes popstars du monde ». Plus de 100 000 personnes ont voté.
Après le séisme de 2010 à Haïti, Beyoncé participe au téléthon Hope for Haiti Now: A Global Benefit for Earthquake Relief. Elle apparaît à Londres avec Jay-Z, Rihanna, Bono et The Edge de U2, où elle interprète une version acoustique de sa chanson Halo. Beyoncé domine la 52e cérémonie des Grammy Awards, en recevant 10 nominations, dont le Grammy Award de l'album de l'année pour I Am… Sasha Fierce, celui de l'enregistrement de l'année pour Halo, et celui de la chanson de l'année pour Single Ladies (Put a Ring on It). Ses deux autres nominations sont le Grammy Award de la meilleure prestation vocale R&B traditionnel pour At Last et la meilleure chanson écrite pour un film, la télévision ou un autre média visuel pour Once in a Lifetime tirée de Cadillac Records en 2009. Ainsi, elle atteint avec Lauryn Hill le plus de nominations aux Grammy Awards pour une seule cérémonie par une artiste féminine. Elle établit finalement le record du plus grand nombre de Grammy Awards remportés lors d'une seule cérémonie par une artiste féminine le 31 janvier 2010, où elle remporte six prix sur ses dix nominations. Elle gagne le prix de la chanson de l'année, de la meilleure chanson RnB, et la meilleure prestation vocale RnB féminine pour Single Ladies (Put a Ring on It), la meilleure prestation vocale pop féminine pour Halo, le meilleur album de RnB contemporain pour I am… Sasha Fierce et la Grammy Award de la meilleure prestation vocale RnB traditionnel pour At Last.
Les deux dernières semaines de la tournée I Am… World Tour ont lieu en février 2010 en Amérique du Sud et dans les Caraïbes. En mars 2010, le single de Lady Gaga Telephone, où Beyoncé apparaît, passe à la première place du classement Pop Songs, devenant le sixième numéro un dans ce classement pour les deux chanteuses. Avec cette performance, elles égalent le record obtenu par Mariah Carey pour le plus de numéros un depuis le lancement en 1992 du classement Nielsen BDS basé sur les diffusions à la radio. Telephone devient le cinquième titre numéro un de Beyoncé dans le UK Singles Chart, en tant qu'artiste solo, comme artiste principal ou pas.
Plus tôt dans l'année, Beyoncé déclare dans une interview pour USA Today qu'elle prendra une pause musicale en 2010 : « Il est certainement temps de prendre une pause, de recharger mes batteries. Je voudrais prendre environ six mois et ne pas aller en studio. J'ai juste besoin de vivre ma vie, d'être inspirée par de nouvelles choses. » Beyoncé déclare également vouloir aller au restaurant, prendre des cours, aller voir des films, des spectacles de Broadway et prévoir également de passer plus de temps avec son neveu, Julez (le fils de sa sœur, Solange Knowles),,,,.
Durant sa pause, Beyoncé est interviewée par le magazine Allure en février 2010 où elle révèle que « Sasha Fierce n'est plus. Je l'ai tuée. » Elle poursuit en disant qu'elle est assez à l'aise avec elle-même pour s'assumer sans alias. Elle explique en outre : « Je n'ai plus besoin de Sasha Fierce, parce que j'ai grandi et maintenant je suis capable d'unifier les deux. » Aux BET Awards 2010, Beyoncé remporte le BET Award de la vidéo de l'année pour sa collaboration avec Lady Gaga sur Video Phone.

### 4(2011-2012)

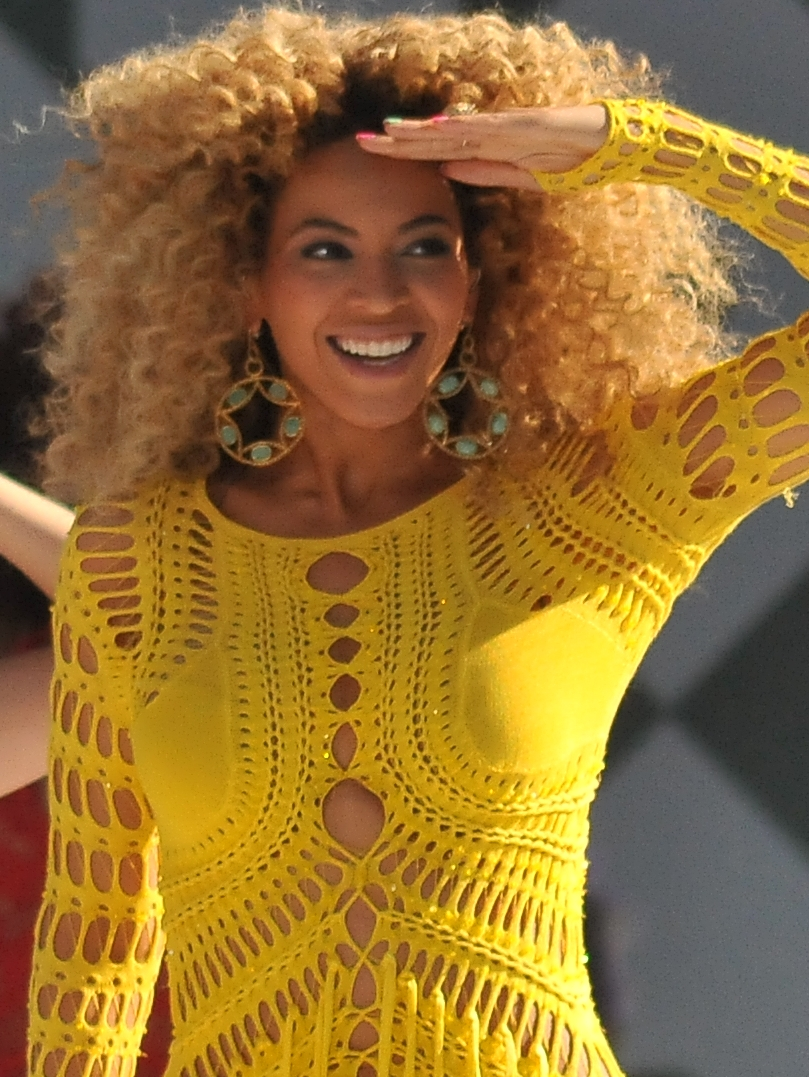
Beyoncé - Good Morning America's Summer - Concert - 2011.

En janvier 2011, il est annoncé que Beyoncé jouera dans un remake d'Une étoile est née, réalisé et produit par Clint Eastwood pour Warner Bros. Le remake sera la quatrième adaptation de l'histoire de Une étoile est née et la plus récente depuis la version de 1976 avec Barbra Streisand et Kris Kristofferson. Toutefois, le 9 octobre 2012, Beyoncé déclare à E! News qu'elle a abandonné son rôle prévu dans le film à cause de problèmes de calendrier. Elle affirme : « Depuis des mois, nous avons essayé de coordonner nos emplois du temps afin d'amener ce remake à la vue mais c'est tout simplement impossible. Espérons que dans le futur, nous aurons une chance de travailler ensemble ». En février 2011, des documents obtenus par le site web WikiLeaks révèlent que Beyoncé avec Usher, Mariah Carey et Nelly Furtado avaient reçu pas moins de 1 million de dollars pour chanter devant les membres de la famille du dirigeant libyen, à ce moment-là, Mouammar Kadhafi,. Le magazine Rolling Stone a signalé que l'industrie musicale les a exhortés de rendre l'argent qu'ils ont gagné pour ce concert. Le 2 mars 2011, un porte-parole de la chanteuse déclare à The Huffington Post qu'elle avait reversé l'argent au Clinton Bush Haiti Fund qui a été créé pour aider les victimes du séisme de 2010 à Haïti. Le 28 mars 2011, il est annoncé que le père de Beyoncé et manager de longue date Matthew Knowles ne gère plus sa carrière. L'attaché de presse de la chanteuse adresse un communiqué à Associated Press, indiquant qu'elle et son père se sont séparés « sur le plan professionnel ». Elle se gère désormais elle-même et a embauché sa propre équipe de management. En juin 2011, Forbes la place à la huitième place de sa liste des « célébrités de moins de 30 ans les mieux payés » pour avoir gagné 35 millions de dollars entre mai 2010 et mai 2011. Le magazine explique que le faible classement de Beyoncé est dû au fait qu'elle a passé la plupart de cette période sur la route et qu'elle était en train d'enregistrer son quatrième album.
Le quatrième album studio de Beyoncé, 4, sort le 24 juin 2011. L'album est inspiré par différents artistes dont Fela Kuti, The Stylistics, Lauryn Hill, Stevie Wonder et Michael Jackson. Il débute à la première place du Billboard 200 avec 310 000 exemplaires vendus en première semaine. Cela donne à la chanteuse son quatrième album consécutif à la première place des albums aux États-Unis et elle devient la seconde artiste féminine et la troisième artiste, à avoir ses quatre premiers albums studio à la première place du Billboard 200. Cependant, les ventes en première semaine de 4 sont les plus faibles ventes en première semaine de Beyoncé avec un album studio à ce jour. Son premier single Run the World (Girls) atteint la 29e place du Billboard Hot 100 et devient le premier single le moins bien classé de la chanteuse en tant qu'artiste solo. Le second single de l'album Best Thing I Never Had sort le 1er juin 2011. Il atteint la 16e place du Billboard Hot 100. Elle chante également au festival T in the Park Festival en Écosse le 9 juillet 2011 et le Oxegen Festival en Irlande le lendemain. Beyoncé monte sur la scène du Roseland Ballroom de New York pour quatre soirs de concerts spéciaux. La programmation des concerts de 4 Intimate Nights with Beyoncé est l'ensemble de l'album 4. Durant quatre soirées, le 14, 16, 18 et 19 août, elle interprète ses nouvelles chansons à un public debout.

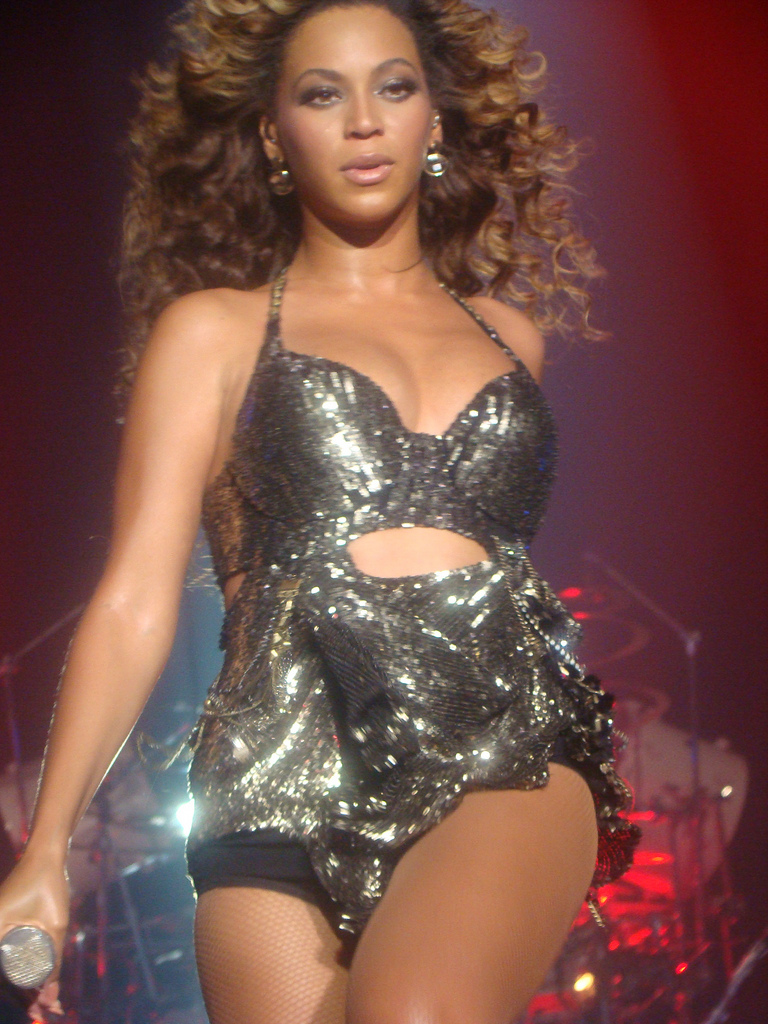
Beyoncé durant le 4 Intimate Nights with Beyoncé en août 2011 à New York.

Le 28 août, aux MTV Video Music Awards 2011, Beyoncé annonce qu'elle et Jay-Z attendent leur premier enfant. Elle en fait l'annonce durant son apparition sur le tapis rouge et à la fin de son interprétation de Love on Top en frottant son ventre,. The Huffington Post confirme plus tard que la chanteuse était enceinte de 5 mois et que cette annonce de grossesse bat le record du « plus de tweets enregistrés par seconde pour un seul évènement » sur Twitter avec 8 868 tweets par seconde. MTV rapporte que la prestation de Beyoncé sur Love on Top et l'annonce de sa grossesse lors de la cérémonie de prix a aidé les MTV Video Music Awards 2011 à devenir le programme le plus vu dans l'histoire de MTV avec 12,4 millions de téléspectateurs. En plus, les données de Google Insights montrent que le terme le plus recherché du 29 août au 4 septembre 2011 était « Beyoncé enceinte » qui atteint des niveaux d'« éclatement » — un terme utilisé par Google pour décrire une recherche avec une augmentation de plus de 5 000 %. L'annonce par Beyoncé de sa grossesse a entraîné une augmentation des ventes de ses disques, en particulier 4, qui s'était vendu à 700 000 exemplaires en août 2011. L'album est certifié disque de platine par la RIAA. 4 s'est vendu à 1 400 000 exemplaires aux États-Unis et à plus de 3 millions d'exemplaires dans le monde entier.
Le 8 octobre, une prestation préenregistrée de Beyoncé interprétant I Wanna Be Where You Are de Michael Jackson est diffusée au concert hommage Michael Forever au Millennium Stadium à Cardiff au Pays de Galles. En novembre 2011, Beyoncé Knowles est désignée comme l'interprète qui gagne le plus à la minute dans le monde par le site web de médias sociaux, en gagnant 1,25 million de livres sterling pour un concert de cinq chansons lors d'une fête pour le réveillon du nouvel an 2010 sur l'île de Saint-Barthélemy, ce qui équivaut à 71 040 livres par minute passée sur scène. Le 30 novembre 2011, elle reçoit deux nominations pour la 54e cérémonie des Grammy Awards : une pour la meilleure collaboration rap/chant pour Party et celle de la meilleure vidéo musicale de format long pour le I Am... World Tour. En décembre 2011, la chanteuse se place à la quatrième place de la liste 2011 du magazine Forbes des « femmes les mieux payées dans la musique » pour avoir gagné 35 millions de dollars. Le 20 décembre 2011, il est révélé que Knowles a travaillé avec le producteur The-Dream pour enregistrer de nouvelles chansons. Dans une interview avec The Boombox, The-Dream explique : « Elle est prête à travailler ... Elle est folle ! Elle n'arrête jamais de faire quelque chose. Je sais pas si [la grossesse] va la ralentir. Elle est tout simplement incroyable de faire des choses, je ne sais pas comment elle va le faire, elle est juste folle ... dans le bon sens. »

### The Mrs. Carter World TouretBeyoncé(2013-2015)

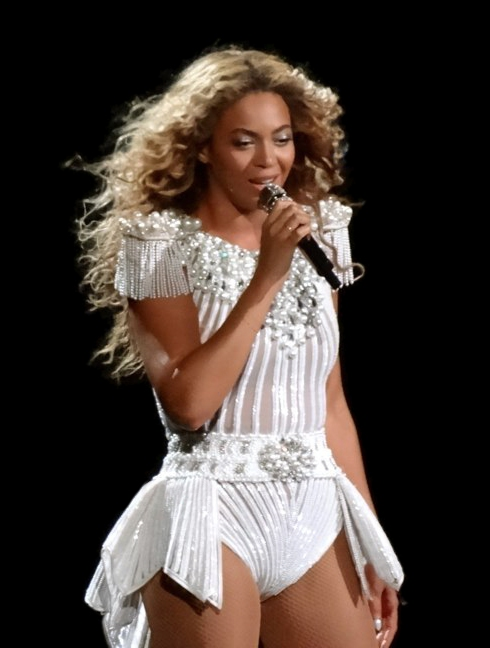
Beyoncé à Montreal lors du Mrs. Carter Show World Tour en juillet 2013.

Le 21 janvier 2013, Beyoncé chante l'hymne national lors de la seconde investiture du président américain Barack Obama. Le 29 janvier 2013, les Destiny's Child sortent une compilation intitulée Love Songs avec une chanson inédite Nuclear, leur première chanson originale depuis leur séparation en 2005. Le 3 février 2013, elle chante lors de la mi-temps du Super Bowl XLVII qui est devenue une des mi-temps les plus vues de tous les temps avec 104 millions de téléspectateurs et est le deuxième évènement le plus commenté sur Twitter. Quelques jours plus tard, lors de la 55e cérémonie des Grammy Awards, elle remporte le prix de la meilleure chanson RnB traditionnelle pour Love on Top.
Elle apparaît dans son propre documentaire qu'elle réalise et produit intitulé Life Is But a Deam diffusé sur HBO le 16 février 2013 où elle parle de sa vie professionnelle et personnelle dont sa grossesse,. Le DVD, accompagné d'un live faisant partie du Revel Presents: Beyoncé Live sort en novembre 2013 avec une chanson exclusive; God Made You Beautiful.
Beyoncé entame sa cinquième tournée de 132 dates The Mrs. Carter Show World Tour le 15 avril 2013 à Belgrade en Serbie et qui s'achève le 27 mars 2014, à Lisbonne, au Portugal. Sa tournée est une des tournées les plus rentables de tous les temps.
Le 4 avril 2013, elle figure dans une publicité Embrace your past, but live for now pour la marque de boisson Pepsi-Cola où une partie du titre inédit Grown Woman est diffusée. Le lendemain, est diffusée dans une publicité pour la marque de vêtements H&M, une nouvelle chanson Standing on the Sun. En mai 2013, elle participe à la bande originale produite par Jay-Z de Gatsby le Magnifique en reprenant Back to Black d'Amy Winehouse en collaboration avec André 3000. Elle prête sa voix à Queen Tara dans le film d'animation Epic : La Bataille du royaume secret qui sort le 24 mai 2013, et elle enregistre le titre Rise-Up co-écrit avec Sia pour le film. En juillet 2013, elle est présente sur l'album Jay-Z, Magna Carta... Holy Grail avec le titre Part II (On the Run) qui sera le troisième single de l'album en février 2013.
Le 13 décembre 2013, Beyoncé fait paraître son cinquième album éponyme BEYONCÉ incluant 14 chansons et 17 vidéos, sans annonce, ni promotion qui est arrivé en tête du Billboard 200 durant trois semaines consécutives et elle devient la première artiste féminine ayant cinq albums consécutifs ayant atteint la première place du classement. Après 3 jours de vente sur iTunes, il a réussi à se classer numéro 1 dans 104 pays, et le total d'albums vendus est de 828 773 exemplaires en trois jours, ce qui devient le record mondial absolu sur une période aussi courte. L'album s'est vendu à 420 000 exemplaires en 24 heures juste aux États-Unis et la sortie surprise de son opus a généré 1,2 million de tweets en 12 heures. En cinq jours, il se vend à un million d'exemplaires sur iTunes. À compter de novembre 2014, l'album a été vendu à plus de 5 millions d'exemplaires dans le monde.
Les deux premiers singles de l'album sortent quelques jours après la sortie de ce dernier, XO arrive à la quarante-cinquième place du Billboard Hot 100 tandis que Drunk in Love en collaboration avec Jay-Z connaît un grand succès commercial, se classant à la deuxième place de classement et le couple interprète la chanson en performance d'ouverture de la 56e cérémonie des Grammy Awards. Le 25 février 2014 sort Partition qui se classe vingt-troisième du classement, suivi de Pretty Hurts le 10 juin 2014 qui, comme Partition, arrive en tête du Hot Dance Club Songs. Une réédition de l'album sort le 24 novembre 2014; dont est extrait trois singles: un remix de Flawless en collaboration avec Nicki Minaj le 12 août 2014, puis 7/11 le 24 novembre 2014 qui s'est placé à la treizième place du Billboard Hot 100 et en tête du Hot Dance Club Songs ainsi que du Hot R&B/Hip-Hop Songs, ainsi que Ring Off qui sort quelques jours plus tard. Le 2 juin 2014 sort sa collaboration avec Kelly Rowland et Michelle Williams, Say Yes qui figure sur l'album de cette dernière Journey to Freedom sorti en septembre 2014.
En avril 2014, après plusieurs semaines de rumeurs, Beyoncé et Jay-Z annonce leur tournée commune de vingt-et-une dates intitulée On The Run Tour qui a débuté aux États-Unis le 25 juin 2014 et s'est achevée au Stade de France les 12 et 13 septembre 2014. Lors de la 57e cérémonie des Grammy Awards, elle est nommée dans six catégories dont elle en remporte trois ; celle de la meilleure performance RnB et de la meilleure chanson RnB pour Drunk in Love et du meilleur album son surround pour son album éponyme, elle ne remporte cependant pas le prix de l'album de l'année, à la surprise générale,.

### LemonadeetEverything is Love(2016-2018)

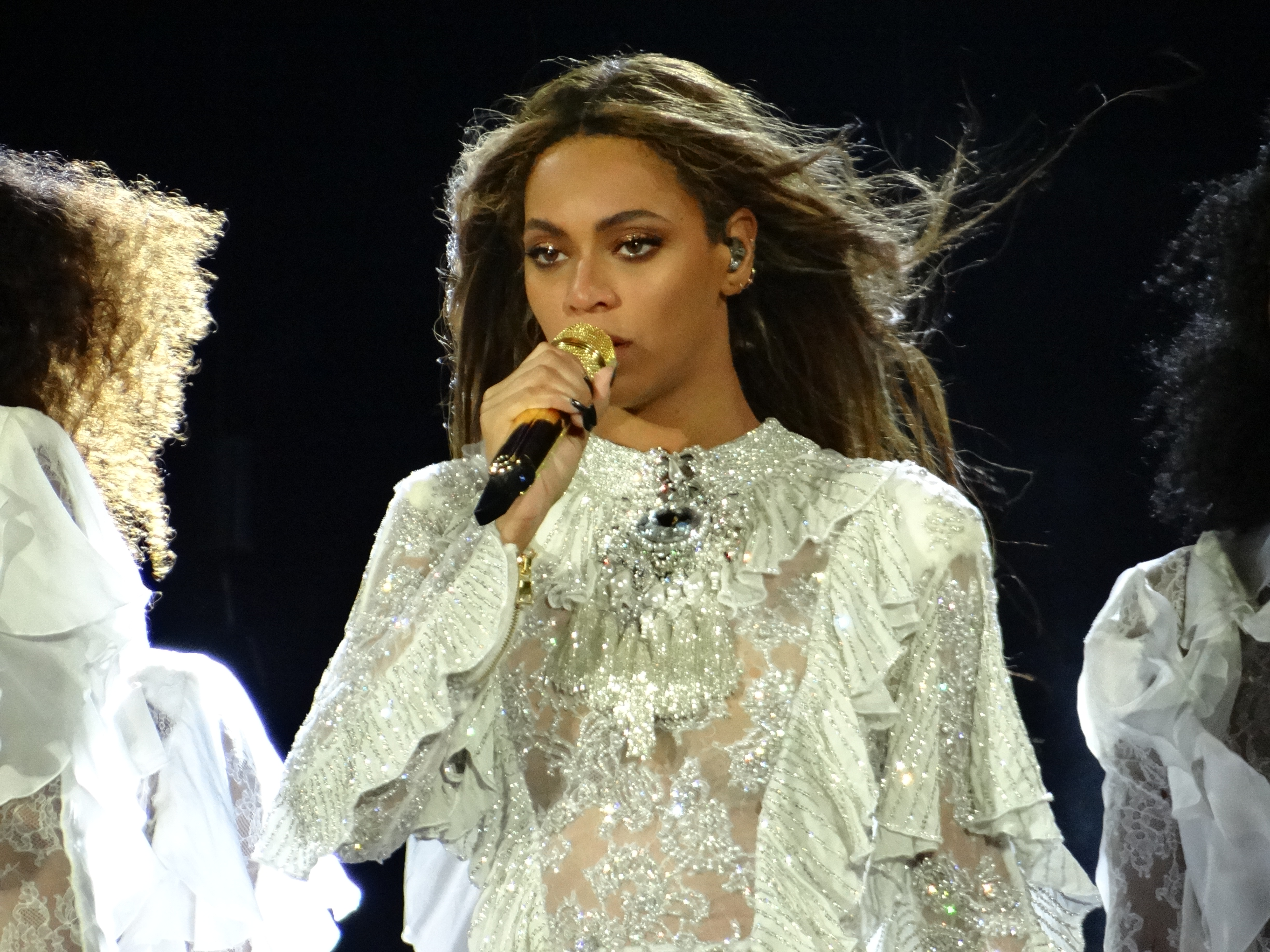
Beyoncé en Caroline du Nord, lors du Formation World Tour en 2016.

Le 6 février 2016, elle sort le single Formation dont le clip est diffusé en exclusivité sur Tidal, qui a atteint la dixième place du Billboard Hot 100. Le jour suivant, elle chante la chanson lors du Superbowl où elle fait le spectacle de la mi-temps en compagnie de Coldplay et de Bruno Mars. À la suite de cette performance elle annonce sa septième tournée mondiale, Formation World Tour qui a débuté le 27 avril 2016.
Le 23 avril 2016, elle crée l'évènement avec la sortie surprise de son sixième album studio, Lemonade. Elle avait annoncé le 16 avril 2016 qu'un documentaire de 60 minutes appelé Lemonade sera diffusé sur HBO sans dire la nature du projet, même si les fans et les médias viennent rapidement a déduire que ce sera un album. Le même jour que l'opus est diffusé sur Tidal et sort officiellement dans le monde le lendemain. Il débute à la première place du Billboard 200 se vendant à 653 000 exemplaires lors de sa première semaine de sortie. Elle a battu le record de DMX étant la seule artiste à avoir ses six premiers albums en tête de ce classement et bat également Taylor Swift étant la première artiste à avoir douze chansons du même album classés dans le Billboard Hot 100 (celui de Taylor était de onze). L'album est acclamé par la critique et est son projet le mieux reçu toutes critiques confondus. Le 3 mai 2016, elle sort le deuxième single, Sorry qui atteint la onzième place du Billboard Hot 100, puis suivi par le troisième single Hold Up qui atteint la treizième place de ce même classement. Beaucoup de médias et de fans relatent que cet album est un sous-entendu à l'infidélité de son mari Jay-Z, malgré leurs multiples collaborations. Lors des MTV Video Music Awards en août 2016 elle remporte huit prix sur ses onze nominations dont le plus important celui du clip de l'année pour Formation et devient l'artiste la plus récompensé de l'histoire de cette cérémonie. En janvier 2017, L'annonce de sa grossesse Instagram devient la photo la plus aimée du site en moins de quelques heures.
Lors de la 59e cérémonie des Grammy Awards en février 2017, elle est l'artiste la plus nommée comptabilisant neuf nominations, ce qui lui permet d'être l'artiste féminine la plus nommé de l'histoire de cette cérémonie. Elle n'a remporté que deux prix : celui de meilleur clip pour Formation et du meilleur album urbain pour Lemonade. Elle n'a pas remporté, et ce encore une fois à la surprise générale, le prix de l'album de l'année pour Lemonade ce qui a été sujet à la controverse par les médias et les réseaux sociaux,,. Le prix a été remporté par Adele qui a déclaré lors de son discours que Lemonade méritait le prix et l'a cassé pour donner l'autre partie à Beyoncé,. En septembre 2017 Beyoncé sort le remix de Mi Gente en collaboration avec J Balvin et Willy William. Tous les bénéfices de cette musique furent reversés à des associations d’aide aux victimes des ouragans Harvey et Irma qui ont touché le Texas, le Mexique, Porto Rico et d’autres îles des Caraïbes. Mi Gente est considéré par Billboard comme l’une des 100 chansons qui ont défini les années 2010 après s’être placé troisième sur le Hot 100.
Le 10 novembre 2017, Eminem dévoile Walk on Water, le single principal de son album Revival, en collaboration avec Beyoncé.
Le 30 novembre, Ed Sheeran annonça que Beyoncé chantera dans le remix de sa musique Perfect qui est publiée le 1er décembre 2017 sous le nom de Perfect Duet. La chanson devient la numéro 1 du classement Billboard. C’est la sixième chanson de la carrière solo de Beyoncé à accomplir cela.
Le 4 janvier 2018, le vidéo-clip de la collaboration entre Beyoncé et Jay-Z sur le nouvel album de ce dernier, 4: 44, Family Feud est publié. Il est réalisé par Ava DuVernay.
Le 1er mars 2018, DJ Khaled dévoile Top Off en collaboration avec Beyoncé, Jay-Z et Future. C'est premier single de l'album Father of Asahd de DJ Khaled,,.

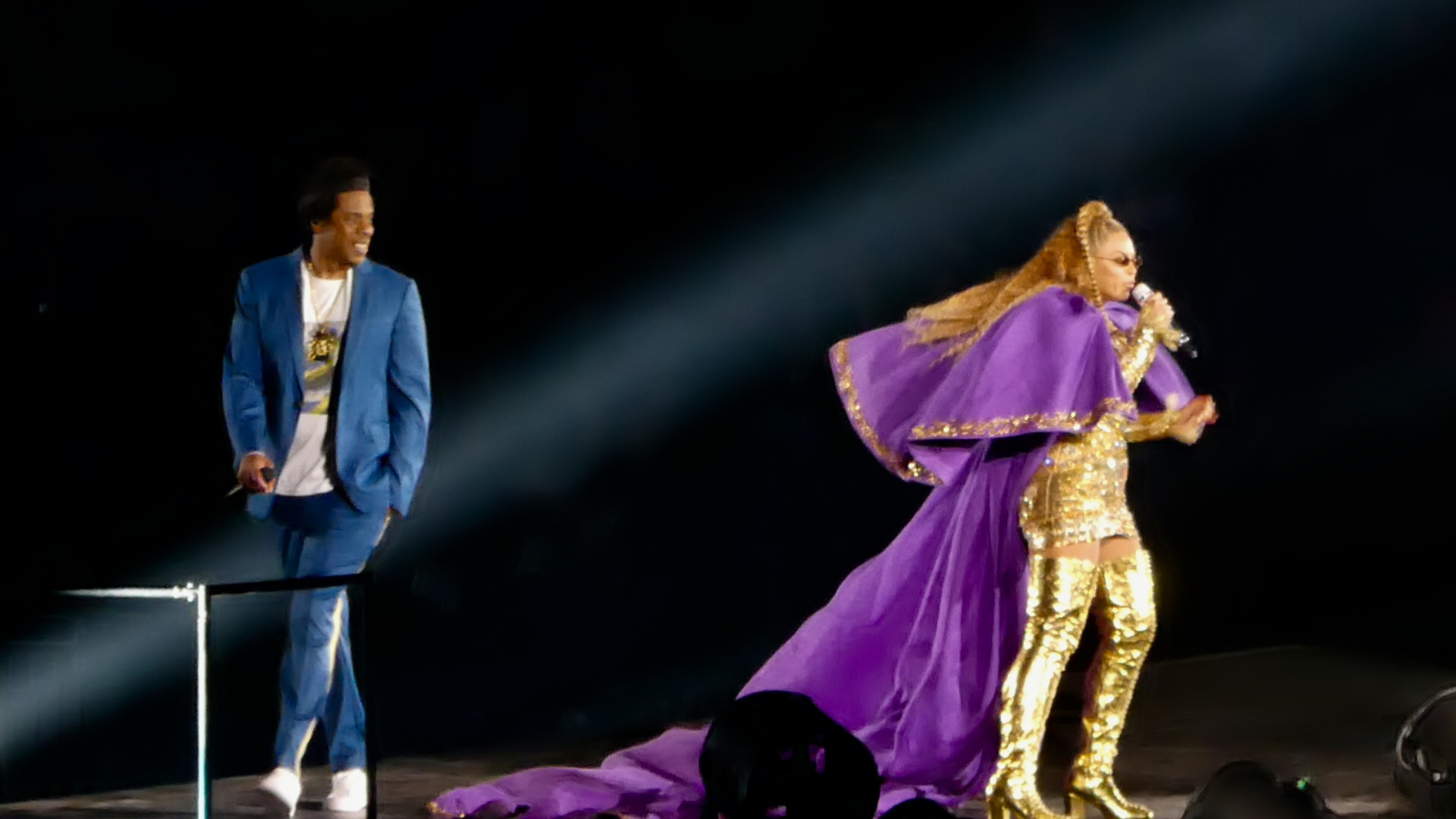
Beyoncé et Jay-Z sur la scène du US Bank Stadium à Minneapolis (Etats-Unis), durant le OTR II Tour.

Le 5 mars 2018, l’annonce d’un tour commun entre Beyoncé et Jay-Z fuite sur Facebook. Mais ce n’est que le 12 mars que le couple annonce officiellement sa tournée mondiale, On the Run II Tour à travers une bande-annonce sur Youtube.
Le 20 mars 2018, Beyoncé et Jay-Z partent pour la Jamaïque pour y tourner un clip réalisé par Melina Matsoukas,.
Les 14 et 21 avril 2018, Beyoncé participe au Coachella Festival en Californie et réalise deux performances considérées par la critique comme engagées et historiques pour la communauté afro-américaine. Elle devient la première femme noire à être la tête d'affiche du festival californien. 125 000 personnes voient ainsi Beyoncé entourée d'un orchestre live, de plus de 100 danseurs et de ses amies de Destiny’s Child qui la rejoignent pour une partie du show. Ce festival marque ainsi le retour de Beyoncé après avoir été enceinte de ses jumeaux,,.
Le 6 juin 2018, Beyoncé et son mari Jay-Z entament le On the Run II Tour à Cardiff, au Royaume-Uni. Dix jours après, lors de leur dernière prestation à Londres, le duo dévoile Everything is Love, leur album commun crédité sous le nom de The Carters (« Les Carter » en français). Le couple publie aussi sur la chaîne Youtube de Beyoncé un vidéo-clip pour le principal single de l’album, Apeshit, tourné au Musée du Louvre,. Everything is Love reçoit principalement des critiques positives,, et débute deuxième des charts américains avec 123 000 équivalents-albums (pour 70 000 albums physiques vendus).
Le 2 décembre 2018, Beyoncé et Jay-Z sont têtes d’affiche du festival Global Citizen : Mandela 100 qui se déroule au FNB Stadium de Johannesburg en Afrique du Sud. Leur prestation de deux heures adopte une structure similaire à leur tournée On the Run II Tour, et Beyoncé est saluée pour ses tenues qui rendent hommage à la diversité africaine,.
Le 30 mars 2019, elle remporte, face à Chadwick Boseman, LeBron James, Regina King et Ryan Coogler, le prix spécial Entertainer of the Year, lors de la 50e cérémonie des NAACP Image Awards.

### Homecoming,The Lion King,Black is King(2019-2021)
Le 17 avril 2019 sort sur Netflix Homecoming, un documentaire-concert qui retrace la performance historique de Beyoncé au festival de Coachella en 2018. La sortie du film est accompagnée de la sortie surprise d’un album live Homecoming : The Live Album. On a su plus tard que Beyoncé et Netflix avait signé un accord de 60 millions de dollars pour produire trois projets différents dont Homecoming. Homecoming est nommé dans 6 catégories de la 71e cérémonie des Creative Arts Emmy Awards.
Beyoncé double la voix de Nala dans la version originale du remake du Roi Lion sorti en salle le 19 juillet 2019,. La chanteuse participe aussi à la bande originale du film avec par exemple la publication le 11 juillet 2019 d’une reprise de Can You Feel the Love Tonight avec Donald Glover, Billy Eichner et Seth Rogen, originellement composée par Elton John. Beyoncé crée aussi des chansons originales pour ce film comme "Spirit", publié en tant que single principal à la fois de la bande originale du film et du nouveau projet de Beyoncé : The Lion King :The Gift. Ce dernier est un album produit et sous la direction de Beyoncé. La chanteuse a dit s’être inspirée de R&B, pop, hip hop et Afro Beat. Les chansons sont toutes produites avec des producteurs africains afin de trouver « l’authenticité et le cœur » (Beyoncé) de ce film qui se déroule en Afrique,.
Le 29 avril 2020, Megan Thee Stallion publie le remix de sa chanson Savage en collaboration avec Beyoncé,. Cette musique — la première de 2020 pour Beyoncé — se hisse en numéro un du Billboard Hot 100 et devient la onzième chanson de Beyoncé à avoir ce succès.
Le 19 juin 2020, en plein mouvement de Black Lives Matter aux Etats-Unis, Beyoncé sort Black Parade, une chanson engagée qui rappelle la valeur culturelle et artistique des personnes noires dans le pays. Les bénéfices de cette chanson sont reversés en soutien aux commerces noirs notamment affectés par la crise du COVID-19.
Le 31 juillet 2020, Disney+ diffuse Black Is King, un album visuel, soit un ensemble de vidéo-clips pour les musiques de The Lion King : The Gift. Le film est produit par Disney et Parkwood Entertainment,. Avec ce dernier album, Beyoncé est l’artiste reçoit le plus de nomination à la 63e cérémonie des Grammy Awards et repart avec quatre d’entre eux, ce qui fait d’elle la chanteuse la plus primée, l’artiste féminine la plus primée et la seconde artiste la plus primée de tous les temps aux Grammy.
Le 4 septembre 2021, Beyoncé annonce dans le magazine Harper's Bazaar  qu'elle prépare son nouvel album.
Le 12 novembre 2021, Beyoncé sort Be Alive, chanson qu’elle a écrit et enregistré pour le film biographique sur La Méthode Williams  et qui est présélectionnée aux Oscars,. Le 27 mars 2022, Beyoncé fait sa première performance live en deux ans en chantant cette chanson à la 94e cérémonie des Oscars

### Trilogie (depuis 2022)
Beyoncé annonce en 2022 qu’elle prévoit de diffuser plusieurs albums durant les années à suivre, qui sont donnés sous forme d'une trilogie, il y aura alors l’acte I, qui est Renaissance, l’act II Cowboy Carter, puis l’acte III.
Le 10 juin 2022, les fans de Beyoncé et certains médias remarquent des mises à jour sur son site et sur ses réseaux sociaux qui pourraient annoncer une publication imminente d'album,. Ces spéculations sont confirmées le 16 juin 2022 par l'annonce de la plateforme de streaming Tidal, puis de la chanteuse elle-même sur son site web et ses réseaux d'un nouvel album, Renaissance, prévu pour le 29 juillet 2022. Le magazine British Vogue consacre sa une de juillet à la star américaine et laisse entendre que cet album sera notamment un hommage aux sonorités house. Le single principal de l'album, Break My Soul, inspiré de la house music des années 1990 sort le 21 juin 2022,, et devient la chanson la plus diffusée à la radio américaine de l'année.
Le 1er juillet 2022, Beyoncé dévoile la pochette de l'album.
L'album sort le 29 juillet 2022 et est disponible à l'écoute sur les plateformes en ligne. Au style house, il comprend notamment une reprise de I Feel Love de Donna Summer et Giorgio Moroder.
La semaine de sa sortie, Renaissance devient l'album le plus écouté en France, ce qui est une première pour Beyoncé, et aux États-Unis.
Sous le feu d'une controverse, l'équipe de Beyoncé annonce réenregistrer une partie de la chanson Heated afin de remplacer le terme spaz, jugé offensant pour les personnes souffrant de handicap.
Le 12 août 2022, Beyoncé publie le teaser officiel des visuels de son album,.
En janvier 2023, elle annonce une tournée mondiale avec deux dates prévues en France, à Paris et Marseille (26 mai et 11 juin 2023).
Le 12 février 2024, Beyoncé annonce lors d’une pub de Verizon diffusée durant le Super Bowl aux États-Unis la sortie de nouveaux titres. Elle publie alors sur son compte Instagram un teaser, mettant en place une ambiance country, et qui annonce à la fin la publication de l’act II. Elle publie le même jour deux nouveaux singles, Texas Hold 'Em et 16 Carriages. Elle annonce le 12 mars 2024, sur son compte Instagram le nom de l'acte II qui s'intitulera Cowboy Carter. Il sort le 29 mars 2024.

## Style musical et image

### Musique et voix
Beyoncé a toujours été identifiée comme la pièce maîtresse des Destiny's Child. Jon Pareles du New York Times estime que c'est elle qui définit le groupe, et qualifie sa voix de « veloutée mais acidulée, avec un trémolo insistant et des réserves de soul époustouflante ». D'autres critiques font l'éloge de sa gamme vocale et de sa puissance. En examinant son deuxième album B'Day, Jody Rosen de Entertainment Weekly écrit : « Beyoncé Knowles est une tempête déguisée en chanteuse. Sur son second album solo, B'Day, les chansons arrivent en énormes rafales de rythme et d'émotion, avec la voix de Beyoncé ondulant sur des rythmes claquants ; il faut chercher loin — peut-être dans les salles du Metropolitan Opera – pour trouver un chanteur qui chante avec une force aussi pure... Personne – pas même R. Kelly, ni Usher, pour ne rien dire de ses rivales divas pop — ne peut égaler le génie de Beyoncé pour glisser sa voix sur un rythme hip-hop ».
Chris Richards du Washington Post écrit, « Même quand elle est en roue libre, elle plane au-dessus de ses imitateurs. Tout est dans sa voix, un instrument surhumain capable de ponctuer tous les rythmes avec des chuchotements à donner la chair de poule ou d'énormes rugissements de diva. Affligée, méprisée, amoureuse ou hostile, Beyoncé fait passer tout cela avec une virtuosité indéniable. »
Le magazine Cove classe Beyoncé septième sur sa liste des « 100 meilleurs chanteurs pop », en lui donnant 48 des 50 points possibles en fonction de plusieurs critères allant de ses capacités vocales à son harmonie. Beyoncé a souvent été critiquée pour faire trop d'ornements en chantant. Ce qui lui vaut de fréquentes comparaisons avec des artistes comme Mariah Carey, dont les enjolivements vocaux sont jugés par certains, comme « nuisibles » à la mélodie de ses chansons. Eye Weekly écrit : « Il ne fait aucun doute que Beyoncé est l'une des meilleures chanteuses de pop, peut-être l'une des meilleures en vie... [Cependant] aussi judicieux que son chant puisse être, l'effet global donne toujours l'impression d'une main de fer dans un gant de velours. »
La musique de Beyoncé est généralement qualifiée de RnB contemporain, mais elle intègre également d'autres genres comme de la pop, du funk, du hip-hop, et de la soul. Même si la chanteuse sort presque exclusivement des morceaux en anglais, Beyoncé a enregistré quelques chansons en espagnol pour la ressortie de B'Day. Destiny's Child avait déjà enregistré une chanson espagnole et a reçu un accueil favorable de la part de leurs fans latins. Beyoncé a appris l'espagnol à l'école quand elle était jeune, mais il ne lui en reste pas grand-chose. Avant l'enregistrement des titres en espagnol pour la réédition de B'Day, elle est coachée phonétiquement par le producteur de disque américain Rudy Perez.

### Composition et production
Dès les Destiny's Child, Beyoncé s'implique artistiquement. Elle coécrit la plupart des chansons enregistrées par le groupe, ainsi que les siennes. Connue pour son écriture personnelle et pour ses compositions ayant pour thème le pouvoir des femmes, elle déclare que la présence de Jay-Z dans sa vie a changé quelque peu ses pensées sur le rapport entre les hommes et les femmes. Certaines de ses chansons sont autobiographiques, ou tirées d'expériences de ses amis.
Beyoncé coproduit également la plupart des enregistrements dans lesquels elle est impliquée, en particulier durant sa période en solo. Si elle ne compose pas elle-même la musique, elle apporte généralement des mélodies et des idées durant la production. Beyoncé est reconnue autrice-compositrice durant le fonctionnement des Destiny's Child dans les années 1990 et jusqu'au milieu des années 2000. Elle gagne le prix de l'autrice-compositrice pop de l'année aux American Society of Composers, Authors and Publishers Pop Music Awards 2001, devenant la première femme afro-américaine et la deuxième femme autrice-compositrice de tous les temps à accomplir cet exploit,. Beyoncé compose la même année Irreplaceable, Grillz (Soldier est samplé sur la chanson) et Check on It, devenant l'unique femme à effectuer cela depuis Carole King en 1971 et Mariah Carey en 1991. En termes de crédits, elle est à égalité avec Diane Warren à la troisième place avec neuf singles numéro un.

### Scène

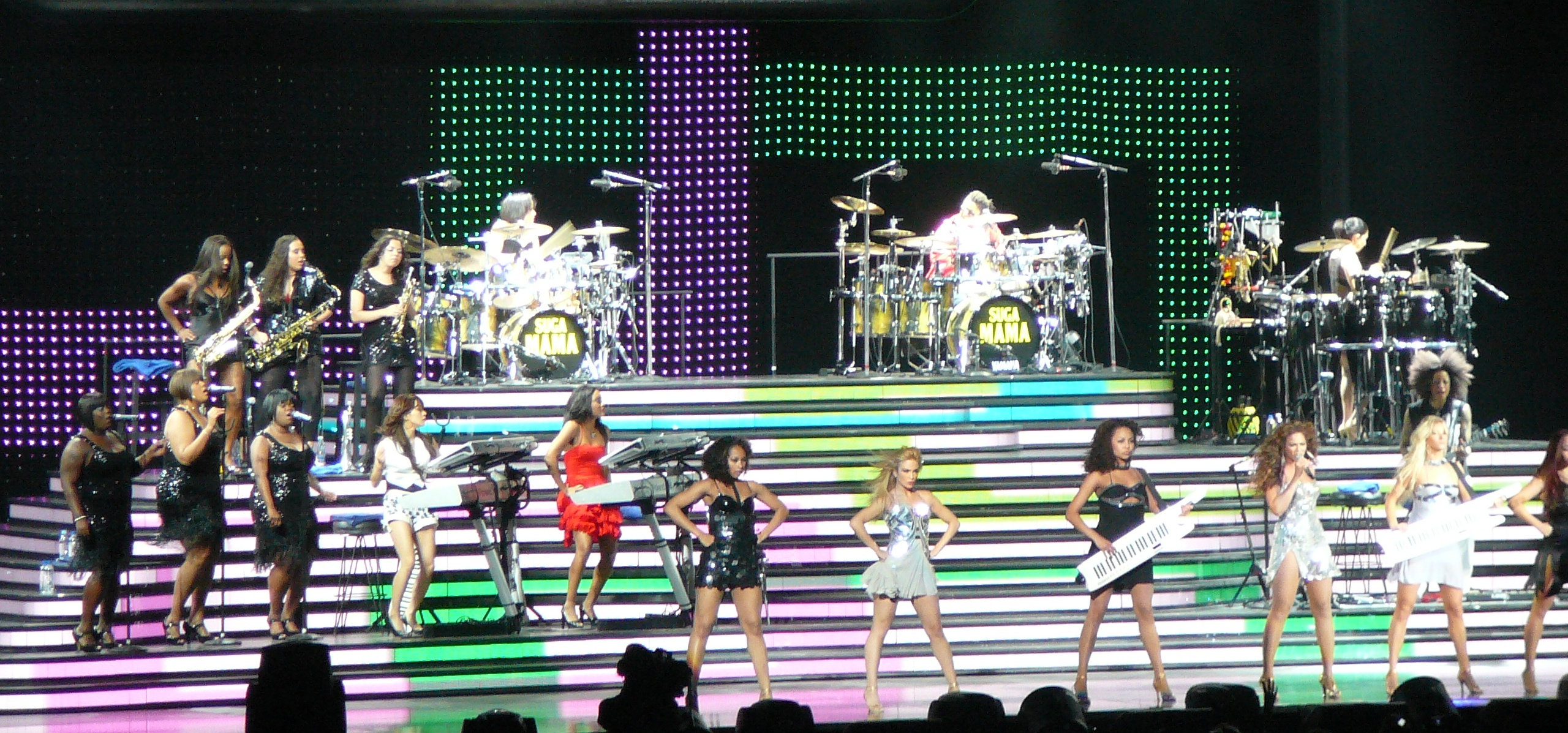
Beyoncé lors du Beyoncé Experience en 2007, avec son groupe de tournée entièrement féminin, Suga Mama.

En 2006, Beyoncé présente son groupe de tournée entièrement féminin Suga Mama, qui comprend des bassistes, des batteurs, des guitaristes, des joueuses de cor, des claviéristes et des percussionnistes. Le groupe débute lors des BET Awards 2006 et il réapparaît dans le clip vidéo de Irreplaceable et de Green Light. Le groupe accompagne Beyoncé dans ses prestations en direct, notamment sur la tournée mondiale The Beyoncé Experience en 2007, et le I Am… World Tour en 2009.
Dans un article intitulé Born to Entertain, Beyoncé, aux côtés d'artistes classiques et contemporains, reçoit des louanges pour ses prestations scéniques. Jarett Wieselman du New York Post classe la chanteuse à la première place de sa liste des cinq meilleures chanteurs/danseuses et écrit « la mégastar consacre systématiquement chaque once d'elle à la chorégraphie. » En examinant le I Am… World Tour en 2009, Alice Jones du Independent écrit, « Regarder Beyoncé chanter et se pavaner peut au mieux nous faire se sentir intimidés, ou, au pire, halluciner. Elle prend son rôle d'artiste tellement au sérieux qu'elle est presque trop belle ». The New York Times écrit : « il y a une élégance à couper le souffle dans son désir aigu de divertir ». Renee Michelle Harris du South Florida Times écrit que Beyoncé « s'approprie la scène avec arrogance et intensité... Elle met en avant sa voix puissante sans manquer une note, tout en effectuant vigoureusement des mouvements de danse parfaitement exécutés... Personne, ni Britney [Spears], ni Ciara [Harris] et ni Rihanna ne peuvent offrir ce qu'elle fait, — un assortiment complet de voix, de mouvements et de présence. » Le Daily Mail écrit : « de nombreux experts de l'industrie ont élevé Beyoncé au rang de « prochain Michael Jackson ». Bien qu'il soit beaucoup trop tôt pour de telles comparaisons, elle a certainement prouvé qu'elle est l'une des artistes les plus passionnantes et talentueuses et peut ainsi prétendre entrer dans l'histoire en tant que telle. »

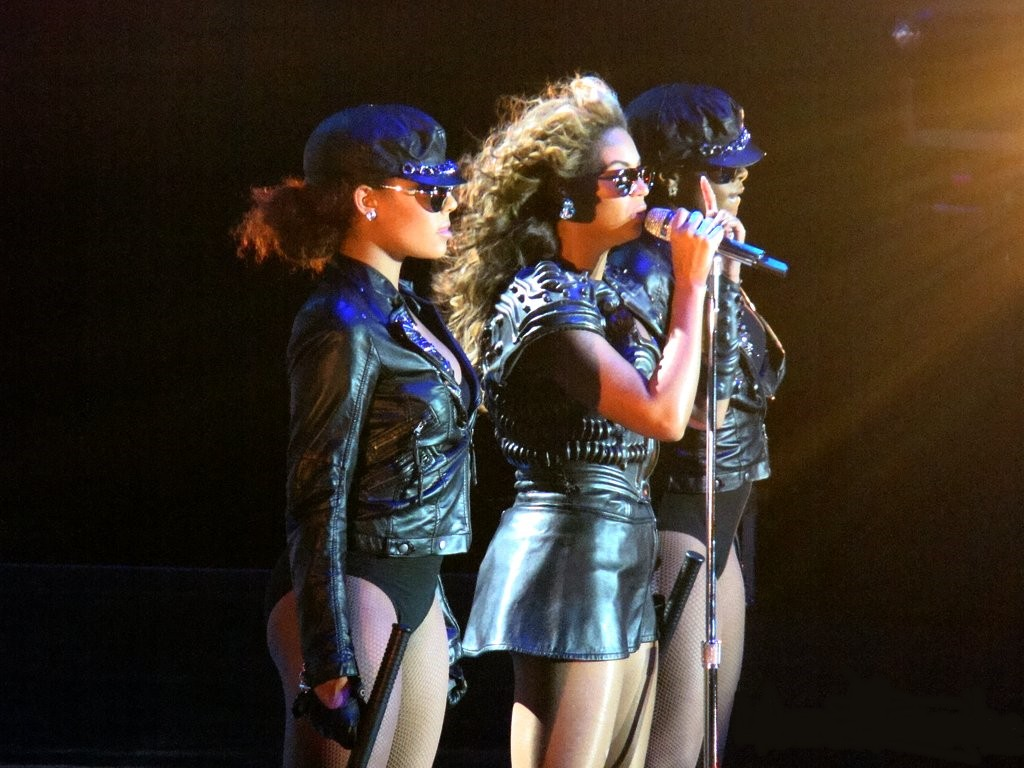
Beyonce interprétant la chanson If I Were a Boy lors du passage de son I Am… World Tour à Rio de Janeiro.

Les critiques font aussi l'éloge de ses qualités vocales sur scène. En examinant une de ses prestations, Jim Farber du The Daily News écrit : « Beyoncé a fait entendre des cordes vocales dures comme de l'acier. Quand la mélodie au cor s'atténue, elle se met à planer sur la mélodie avec une facilité athlétique. La manière dont Beyoncé utilisé son corps intensifie encore le sentiment de triomphe. Avec ses cheveux en tresses Medusa taquinés, un roulement de bassin perpétuel et des jambes suffisamment longues pour que Tina Turner soit fière, la présence de Beyoncé ponctue son chant avec un point d'exclamation. » Stephanie Classen du StarPhoenix déclare : « Beyoncé n'est pas une interprète ordinaire... Dès la première note, la véritable pile électrique de 27 ans s'élève au-dessus de tous les gadgets, maîtrisant le spectacle comme une princesse alien suprême et sexy. Seules des origines extraterrestres pourraient expliquer cette voix... [Beyoncé] pourrait ridiculiser n'importe quelle autre pop star d'aujourd'hui. » Newsday écrit : « elle prouve qu'une chorégraphie sexy et une voix puissante n'ont pas à être mutuellement exclusives... Pas de souci de playback ici. »
Beyoncé a également été critiquée pour sa chorégraphie suggestive. Son interprétation sur la tombe de l'ancien président des États-Unis Ulysses S. Grant le 4 juillet 2003 a été pour certains trop lascive ; d'ailleurs les descendants de Grant ont eu des réactions mitigées à propos de ceci.

### Sasha Fierce
Après la sortie de son troisième album studio I Am... Sasha Fierce, Beyoncé présente son alter-ego Sasha Fierce au monde. Beyoncé dit que Sasha est née pendant le tournage de son succès de 2003 Crazy in Love. Dans une interview avec le magazine People, Beyoncé affirme que son alter-ego est strictement pour la scène, avec le rédacteur de l'article qui décrit Sasha Fierce comme l'alter-ego sensuel et agressive de la chanteuse. Elle explique plus tard à MTV : « Sasha Fierce est amusante, la plus sensuelle, la plus agressive, le côté le plus franc et le côté encore plus glamour qui sort quand je travaille et quand je suis sur scène. ». Plus tard interviewé par Marie Claire, elle révèle qu'elle se sent possédé par son alter-ego sur scène: « J'ai créé un alter ego: ce que je fais quand je suis sur scène, je ne ferais jamais normalement. Je révèle des choses sur moi-même que je ne ferais pas dans une interview. J'ai des expériences hors de mon corps [sur scène]. Si je me suis coupé les jambes, si je tombe, je ne l'ai même pas senti. Je suis tellement sans peur, que je ne suis pas consciente de mon visage ou de mon corps. ».

### Image

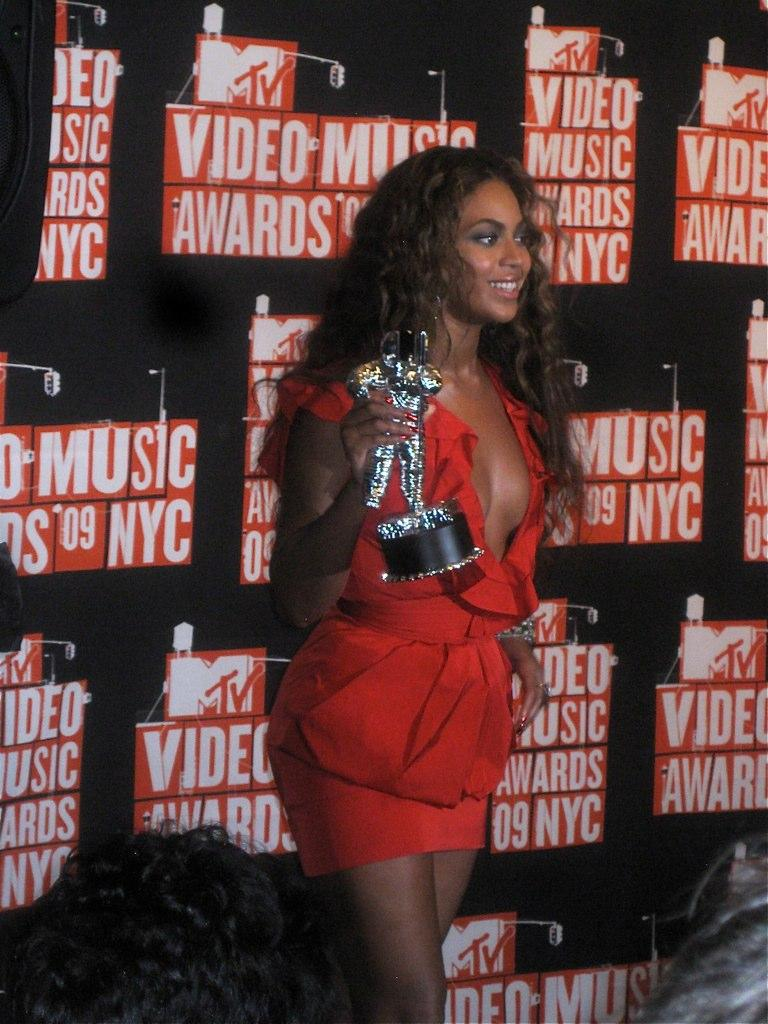
Beyoncé aux MTV Video Music Awards 2009.

Elle déclare : « J'aime m'habiller sexy et je me comporte comme une dame », mais elle explique également que la façon dont elle s'habille sur scène est « uniquement pour la scène. » Fan de mode, Beyoncé combine ses éléments artistiques avec ses clips vidéos et ses spectacles. Selon le couturier italien Roberto Cavalli, elle utilise différents styles et essaye de les harmoniser avec la musique lors des spectacles. Le B'Day Anthology Video Album montre de nombreuses séquences orientées sur la mode, présentant une garde-robe allant du classique au contemporain. Le magazine People reconnaît que Beyoncé est la célébrité la mieux habillée en 2007. La mère de Beyoncé publie un livre en 2002, appelé Destiny's Style: Bootylicious Fashion, Beauty and Lifestyle Secrets From Destiny's Child, qui explique de quelle façon la mode a eu un impact sur le succès des Destiny's Child.
Son style de beauté est cependant parfois critiqué comme étant une apologie de la beauté « blanchie ». En effet, la chanteuse a l'habitude d'apparaître en public avec des cheveux ouvertement décolorés dans des teintes européennes, ou avec des extensions de cheveux, là encore dans des teintes et formes totalement artificielles pour une Afro-Américaine. Le scandale de sa transformation dans les médias a été mis en lumière lors de l'épisode de la publicité pour la marque L’Oréal : elle apparaît avec un teint éclairci, des cheveux lisses et châtains, ainsi que des yeux qui sembleraient naturels, mais ont en fait été éclaircis en marron via un logiciel de retouche numérique (ses vrais yeux étant noirs). La marque s'est par la suite excusée d'avoir autant modifié le cliché.
En tant qu'une des célébrités féminines noires les plus exposées aux États-Unis, Beyoncé a souvent reçu des critiques que certains pensent être du racisme ou du sexisme. Le journaliste Toure du magazine Rolling Stone a déclaré que depuis la sortie de Dangerously in Love, « [Beyoncé] est devenue à moitié un sex-symbol à la Halle Berry... » En 2007, elle est en vedette sur la couverture de Sports Illustrated Swimsuit Issue, devenant la première femme ni mannequin, ni athlète, à poser pour le magazine et la seconde afro-américaine à le faire, après Tyra Banks. La même année, Beyoncé apparaît sur les panneaux publicitaires et les journaux à travers les États-Unis la montrant un porte-cigarettes ancien à la main. Utilisée pour la couverture arrière de B'Day, l'image provoque la réaction d'un groupe anti-tabac, indiquant qu'elle n'avait pas besoin d'ajouter le porte-cigarettes « pour paraître plus sophistiqué ».
Le 24 avril 2009, Beyoncé apparaît dans le Larry King Live, où elle se donne une image plus politique et parle de tout, de sa chanson lors de l'inauguration du président Barack Obama au racisme auquel elle a dû faire face à cause de ses origines. Elle dit que Michelle Obama est « très chic », et a même précisé qu'avoir chanté pour la première danse des Obama a été le point culminant de sa carrière.

### Influences et héritage

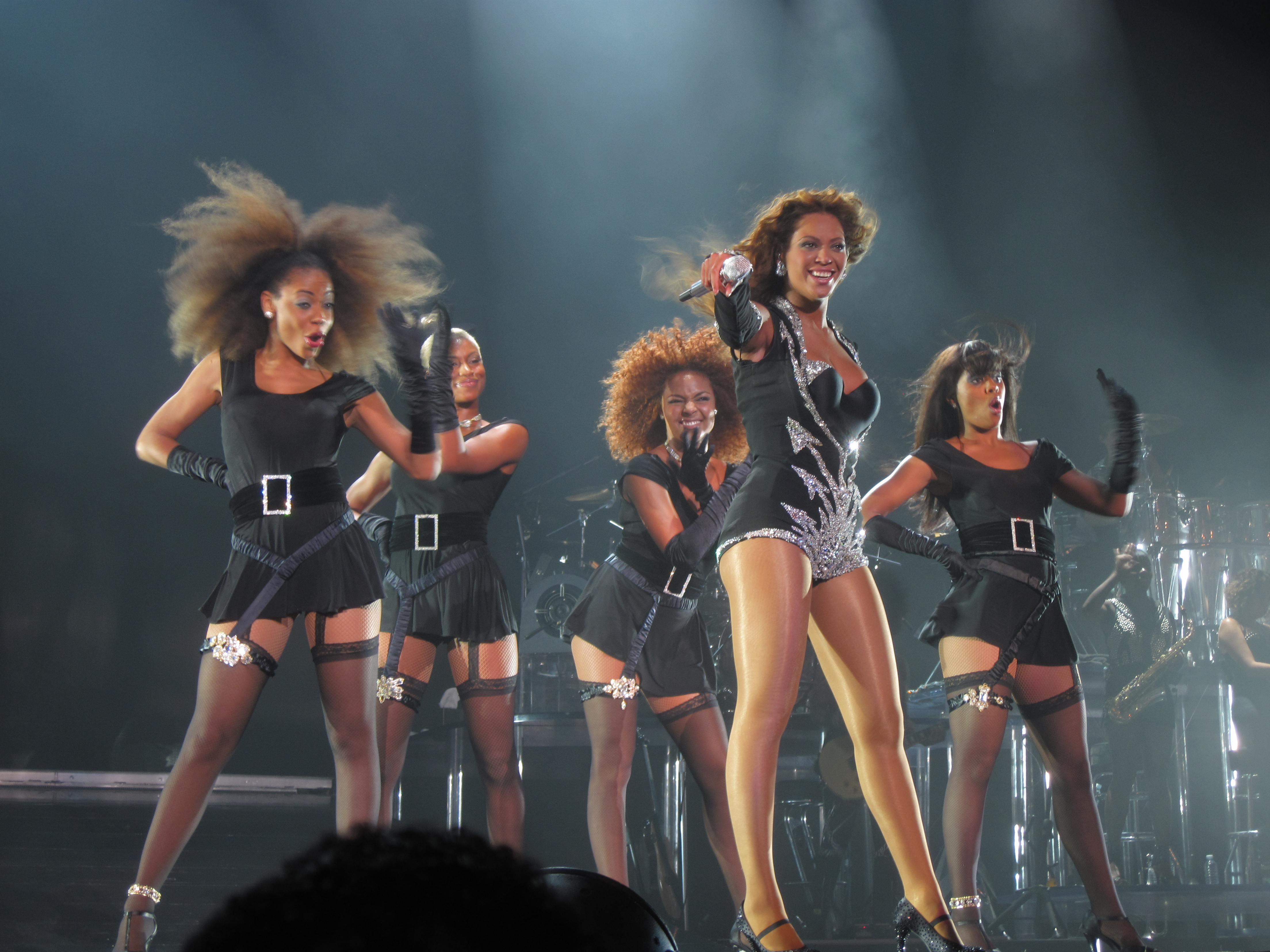
Beyoncé sur scène lors de son I Am… World Tour.

De nombreux artistes ont influencé le style musical de Beyoncé. Elle a grandi en écoutant les chansons de Anita Baker et Luther Vandross, avec qui elle finira par collaborer, mais elle mentionne souvent son héros pop, Michael Jackson, et l'icône pop Madonna comme les raisons pour lesquelles elle fait de la musique. Elle a été également exposée au jazz de Rachelle Ferrell, après avoir chanté ses morceaux pendant ses cours de chant. Beyoncé cite ses influences d'artistes américains tels que Tina Turner, Aaliyah, Prince, Aretha Franklin, Whitney Houston, Janet Jackson, Selena, Mary J. Blige, Diana Ross, Donna Summer, Mariah Carey et la chanteuse colombienne Shakira. Elle a également indiqué qu'une de ses artistes préférées est la chanteuse britannique Sade.
Beyoncé influence aussi de nombreux artistes contemporains. De plus, le premier single de la gagnante de la saison 6 d'American Idol, Jordin Sparks, appelé Tattoo, ainsi que son premier album ont été décrits comme très ressemblants au style de Beyoncé ; certains critiques ont même dit que Tattoo pourrait être « une arnaque flagrante » du single de Beyoncé Irreplaceable. Stephen Thomas Erlewine d'AllMusic trouve que les chansons de la chanteuse pop américaine Katharine McPhee, sur son premier album éponyme, sont lourdement influencées par la musique de Beyoncé. Kelly Rowland est également inspirée par la voix de Beyoncé lors de l'enregistrement de son deuxième album, Ms. Kelly. Miley Cyrus explique au magazine américain Seventeen Magazine : « Je veux être comme Beyoncé. Elle est la femme ultime. Vous la regardez et vous ne vous demandez pas à quoi pourrait ressembler sa vie privée. Vous la voyez et vous vous dites : « cette fille-là sur la scène est une superstar ». Vous ne vous souciez de rien d'autre ; seule sa musique compte. J'espère donc que ça sera moi à l'avenir. » Par ailleurs, Cheryl Cole explique à Hello Magazine qu'elle voit en Beyoncé « l'aspiration que chaque femme devrait avoir. » En juin 2010, Michael Menachem de Billboard magazine fait l'éloge de la chanson Impossible chantée par la barbadienne Shontelle, comparant le caractère poignant et la précision technique avec la chanson de Beyoncé Irreplaceable. Beyoncé est l'artiste féminine la plus nommée aux Grammy Awards avec 53 nominations. En 2004, elle devient l'une des cinq femmes à gagner 5 Grammy Awards en une seule cérémonie avant de battre son propre record en 2010 avec 6 Grammys en une seule soirée, un record pour une artiste féminine.
Beyoncé devient la première femme à gagner le prix de l'artiste internationale aux American Music Awards. Aux World Music Awards 2008, Beyoncé est honorée d'un prix de légende pour Contribution exceptionnelle aux arts. De plus, Beyoncé est la principale chanteuse d'un des groupes féminins ayant réalisé le plus de ventes de disques dans le monde : les Destiny's Child. Son premier album fait partie du classement final des 200 meilleurs albums de l'histoire de la musique dans le Rock and Roll Hall of Fame. La chanteuse fait partie des rares artistes de sa génération à être mentionnés sur cette liste. Beaucoup de statues de cire ont été réalisées à l'image de Beyoncé, notamment une dans le musée de cire Madame Tussauds. Mo'Nique présente les BET Awards 2003, 2004 et 2007 et a apparemment été inspirée par Beyoncé, puisqu'elle décide d'ouvrir la cérémonie de 2004 en interprétant la chanson de Beyoncé, Crazy in Love. Elle réitère en 2007 avec Déjà Vu. En décembre 2009, Beyoncé est classée par le Billboard magazine comme l'artiste féminine la plus brillante de la décennie 2000-2010. Elle a également, à égalité avec sa collègue pop star Rihanna, le plus de singles numéro un aux États-Unis durant la décennie 2000-2010. Beyoncé est classée par le RIAA comme l'artiste la plus certifiée de cette même décennie.
Single Ladies (Put a Ring on It) acquiert une grande popularité, et les critiques la comparent souvent à la chanson d'Aretha Franklin Respect ou à I Will Survive de Gloria Gaynor. Beaucoup de personnes ont posté des vidéos d'eux-mêmes sur YouTube en essayant de faire la chorégraphie du clip vidéo.
En 2016, la chanteuse Beyoncé continue de faire figure de proue pour le Black Panther Party et elle fait la fierté des anciennes activistes comme Ericka Huggins. Elle rend hommage au BPP lors du 50è Super Bowl.

### Accusations de plagiat
En octobre 2011, Beyoncé est accusée de plagiat par Anne Teresa De Keersmaeker à propos du clip Countdown,, qui reprend largement les chorégraphies, les décors et les costumes de deux films tirés de pièces de la chorégraphe flamande : Rosas danst Rosas (1983) et Achterland (1990). La chanteuse réagit par un communiqué où elle admet s'être inspirée du travail de Keersmaeker.

## Autres activités

### House of Deréon

Logo de House of Deréon.

En 2005, Beyoncé et sa mère lancent House of Deréon, une ligne contemporaine de prêt-à-porter pour femmes. Le concept est inspiré par trois générations de femmes dans leur famille, avec le nom Deréon qui rend hommage à la grand-mère de Beyoncé, Agnèz Deréon, qui a travaillé comme couturière,. Selon Tina Knowles, le style général de la ligne reflète au mieux le goût et le style de Beyoncé. Lancé en 2006, les produits de House of Deréon ont pu être aperçus durant les spectacles et tournées du groupe pendant la période Destiny Fulfilled,,. Les magasins, qui sont présents aux États-Unis et au Canada, vendent des vêtements de sport, des vestes en fourrure, et des vêtements et accessoires dont des sacs à main. Beyoncé fait aussi équipe avec House of Brands, une entreprise locale de chaussures, pour produire une gamme de chaussures pour House of Deréon. En 2004, Beyoncé et sa mère fondent leur entreprise familiale Beyond Productions, qui prévoit l'octroi des licences et la gestion de la marque House of Deréon. Au début de 2008, elles lancent Beyoncé Fashion Diva, un jeu sur mobile avec une fonction en ligne de réseau social, avec House of Deréon.
L'organisation pour les droits des animaux People for the Ethical Treatment of Animals (PETA) a critiqué Beyoncé pour son usage de la fourrure animale dans sa ligne de vêtements. L'organisation a envoyé des lettres de protestation et a invité la célébrité à un dîner sur la question. Beyoncé n'a jamais répondu.

### Produits et publicité

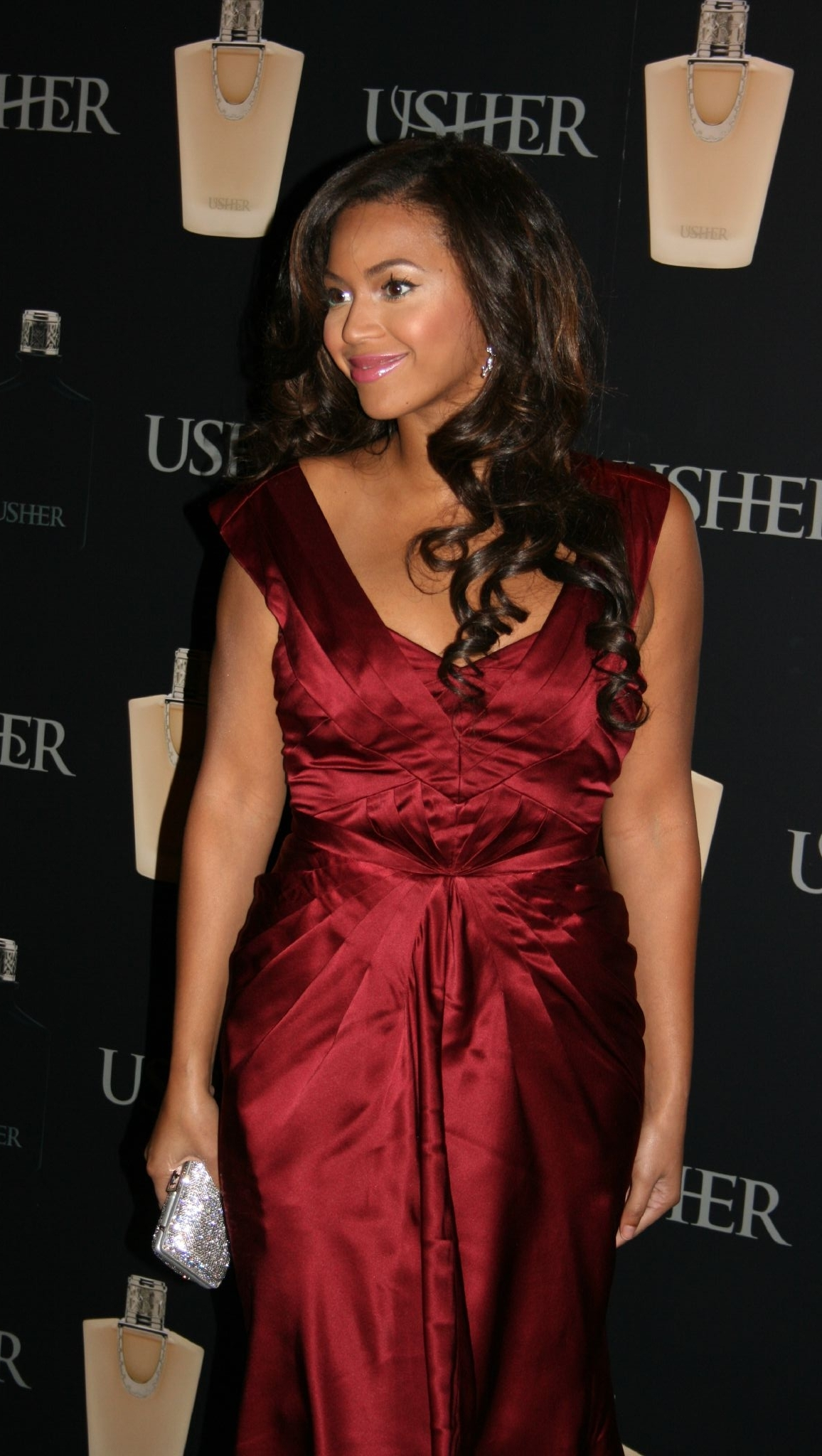
Beyoncé lors du lancement du parfum du chanteur Usher en 2007.

En 2002, Beyoncé signe un contrat promotionnel avec Pepsi-Cola. Ce contrat comprend des publicités télévisées, à la radio et sur Internet. Elle est engagée par l'entreprise pour aider à atteindre une couverture démographique plus large. Une publicité télévisée de Pepsi en 2004 dans le thème de « Gladiateurs » met en vedette Beyoncé et les chanteurs Enrique Iglesias, Britney Spears et Pink. L'année suivante, elle apparaît avec Jennifer Lopez et David Beckham dans une publicité appelée « Samurai ». La gamme des produits avec lesquels Beyoncé a des accords commerciaux comprend également des produits de beauté et des parfums, bien que la chanteuse soit allergique au parfum. Beyoncé travaille avec L'Oréal depuis l'âge de dix-huit ans. Elle lance le parfum de Tommy Hilfiger True Star en 2004 et chante une reprise de Wishing on a Star pour les publicités de True Star, pour lesquelles elle obtient 250 000 dollars. Elle lance également True Star Gold de Hilfiger en 2005 et Diamonds de Emporio Armani en 2007. Le magazine Forbes indique que Beyoncé a gagné 80 millions de dollars entre juin 2007 et juin 2008, entre son album, sa tournée, son business dans la mode et ses contrats publicitaires. Cela fait d'elle la seconde personnalité de la musique la mieux payée au monde pendant ce laps de temps. En 2009, Forbes classe Knowles quatrième dans sa liste des 100 célébrités les plus puissantes et influentes dans le monde, troisième de sa liste concernant les musiciens, et numéro un de sa liste des célébrités de moins de 30 ans les mieux payées avec plus de 87 millions de dollars de gains entre 2008 et 2009. Le même magazine classe Beyoncé à la troisième place de sa liste des célébrités les plus puissantes de 2010 avec 87 millions de dollars bruts grâce à la tournée mondiale de 93 dates, ses contrats avec Nintendo et L'Oréal et sa ligne de vêtements House of Deréon. Beyoncé est également listée à la deuxième position sur la liste des 100 célébrités les plus puissantes et influentes dans le monde et par la suite s'est avérée être l'artiste féminine la mieux payée,.

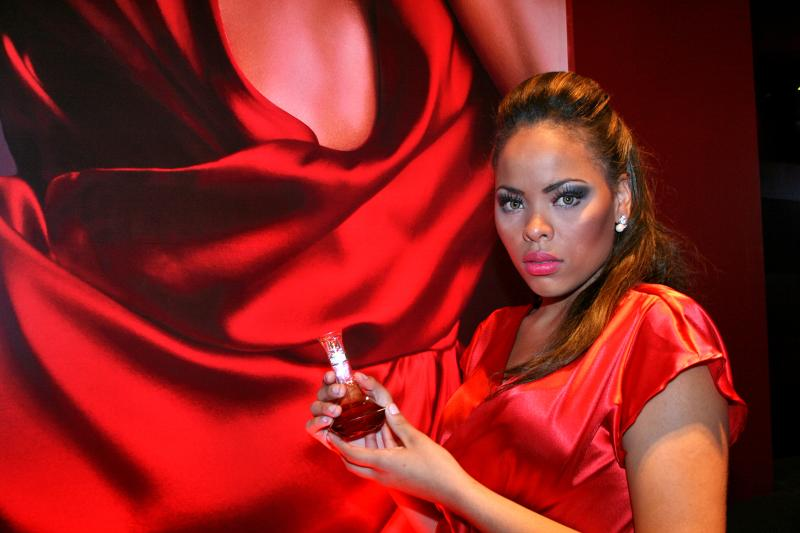
Un mannequin montrant le parfum Heat de Beyoncé au lancement du parfum au Brésil.

Knowles lance son premier parfum, Heat, en 2010. Dans le cadre de la campagne de publicité du parfum, Knowles réédite sa reprise de Fever pour les publicités de Heat. Knowles avait sorti pour la première fois Fever pour son film de 2003 The Fighting Temptations. Les experts du secteur estiment que le parfum pourrait faire 100 millions de dollars de vente au détail au niveau mondial dans sa première année. Beyoncé explique le concept du parfum : « Beaucoup de mes concerts impliquent l'usage du feu, nous avons donc pensé à « Heat ». Également, le rouge est une de mes couleurs préférées, comme l'or. Tout, du design de la bouteille au nom en passant par les idées pour les publicités, vient de moi. » Beyoncé explique également à propos du parfum : « Pour moi, un parfum reflète l'attitude d'une femme et son sens personnel du style ; alors que j'adore différents parfums, je n'en ai jamais trouvé un qui me caractérise vraiment comme une femme. Travaillant avec Coty, j'ai été capable de matérialiser mon parfum idéal en créant un parfum séduisant et sophistiqué ; celui qui reflète ma force intérieure. » En mars 2013, H&M annonce que Beyoncé est la nouvelle égérie de sa collection 2013 de maillots de bain.

### Ligne de vêtements Sasha Fierce
Le 1er juillet 2009, Beyoncé et sa mère styliste, Tina, lancent une ligne de vêtements féminins de back-to-school inspirée par les costumes de la tournée pour l'album. La collection se compose également de vêtements de sport, de vêtements de plein air, de sacs à mains, de chaussures, de lunettes, de lingerie et de bijoux à l'exception du gant de métal et de l'éventail de billets de Sasha Fierce. La série de tenues est censée coller à l'image du personnage de la pop star sur scène. Le look est épuré, très moulant avec beaucoup d'accessoires métalliques, dont un body noir et beaucoup de leggings. Beyoncé explique : « La ligne dégage vraiment une autre facette de ma personnalité, dont je suis reconnaissante que je peux exprimer. La ligne Sasha Fierce fait ressortir la confiance, la sensualité et le côté audacieux d'une femme. »

## Engagements
Durant les vingt premières années de sa carrière, elle s'abstient de tout engagement politique public. On pointe au contraire une prestation rémunérée à 2 millions de dollars pour Hannibal Kadhafi, fils du dirigeant libyen Mouammar Kadhafi, le soir du Nouvel An à Saint-Barthélémy en 2010.

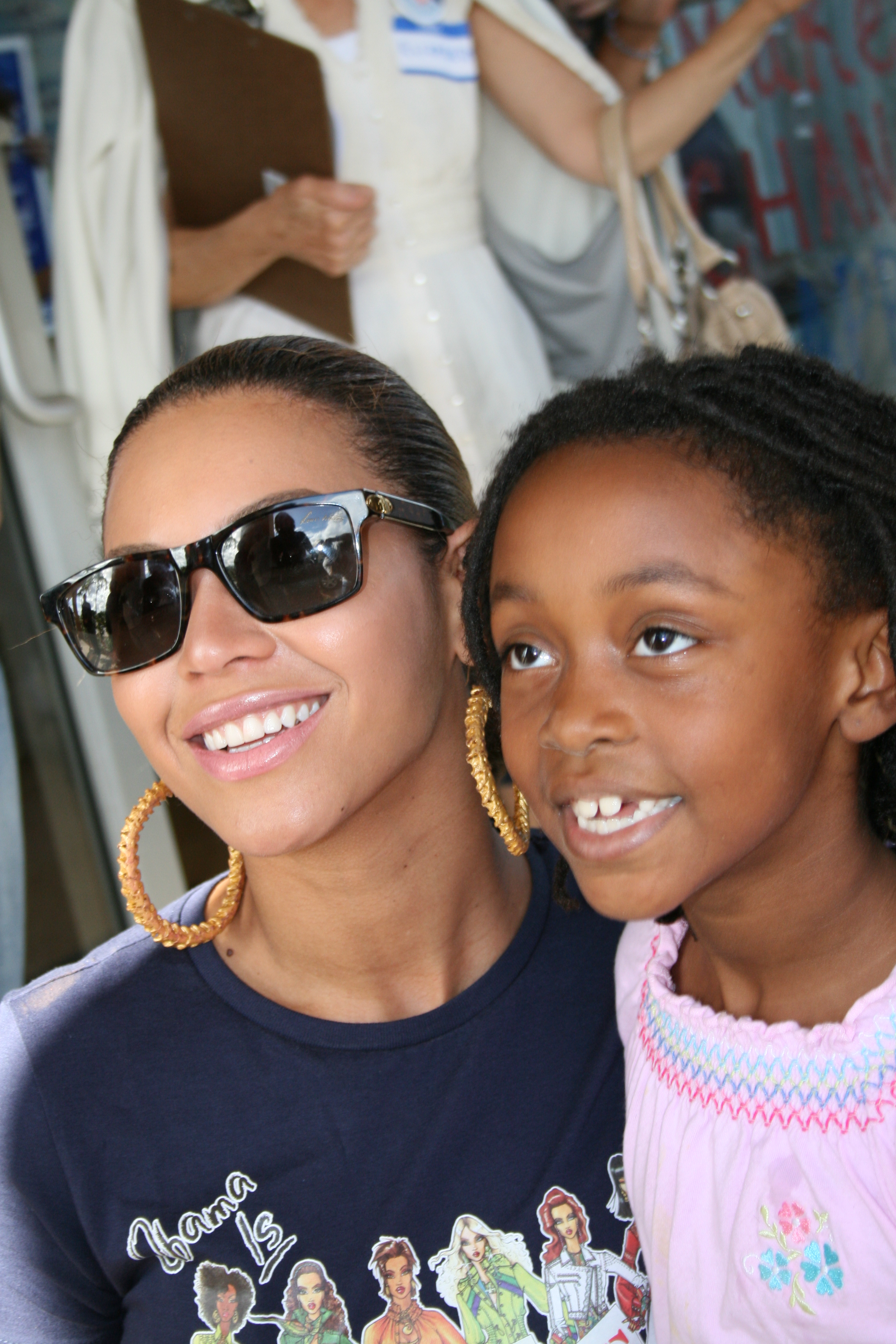
Visite surprise de Beyoncé au bureau des bénévoles du candidat à la présidentielle Barack Obama au Boulevard Sistrunk à Fort Lauderdale (Floride), le dernier jour du vote anticipé.

Elle s'affirme comme féministe en 2013, à l'occasion de la sortie de son cinquième album studio Beyoncé,. L'année suivante, lors des MTV Music Awards, le terme Feminist s'affiche en grandes lettres lorsqu'elle est sur scène : selon l’autrice Sandrine Galand dans son ouvrage Le féminisme pop (éditions du Remue-ménage), « ce que fait Beyoncé le soir du 24 août 2014, c’est projeter le féminisme sur la scène mainstream », alors que la parole féministe est encore marginale ou cantonnée à des cercles militants bien identifiés.
Son engagement féministe est cependant discuté entre d'un côté un affichage décomplexé et sexualisé de son corps, revendiqué dans des titres comme (Blow, Partition), et des tenues sexy sur scène comme des mini-shorts ou des décolletés plongeants, et de l'autre des chansons ouvertement féministes comme Run the World (Girls) ou Flawless. L'intellectuelle féministe bell hooks dénonce en 2014 l’hypersexualisation de l’artiste et déclare qu’« une partie de Beyoncé » lui apparaît comme étant « en réalité anti-féministe [et même] terroriste, particulièrement en termes d’impact sur les jeunes filles » ; elle nuance plus tard ses propos tout en gardant des réserves sur le féminisme de Beyoncé. La féministe nigériane Chimamanda Ngozi Adichie, dont Beyoncé a repris une partie du discours en faveur du droit des filles dans la chanson Flawless, se désolidarise de l'artiste en 2016, déclarant que Jay-Z prend trop de place dans sa vie.
Elle dénonce les violences policières racistes dans son titre Formation durant la mi-temps du Super Bowl en février 2016. Cet engagement se prolonge dans l'album Lemonade publié quelques semaines plus tard, où elle s'engage clairement contre les violences policières aux États-Unis dont les Noirs sont les premières victimes, tout en insistant : « Quiconque perçoit mon message comme anti-police se trompe complètement. J'ai tellement d'admiration et de respect pour les policiers et les familles de policiers qui se sacrifient pour notre sécurité. Mais soyons clairs : je suis contre la brutalité et l'injustice de la police. Ce sont deux choses différentes ». Après les décès d'Alton Sterling et Philando Castile à Dallas en juillet 2016 suivis des meurtres de policiers blancs, elle participe au clip collectif 23 Ways You Could be Killed If You’re Black. Tête d'affiche du festival Coachella en 2018, elle entonne Lift Every Voice and Sing, considéré comme l'hymne national des Afro-Américains, et en 2020 son clip Black Parade fait écho au meurtre de George Floyd et aux manifestations antiracistes qui se sont ensuivies. L'universitaire Keivan Djavadzadeh estime qu'elle est « l'une des figures les plus visibles de la pop culture parmi celles engagées au côté de Black Lives Matter » et que « son militantisme n'est pas tiède : elle fait des dons et relaie les messages du mouvement, dont la stratégie repose justement sur la visibilisation du racisme systémique ».
Comme son mari, elle soutient la candidate démocrate Hillary Clinton pour l'élection présidentielle de 2016. Dans les derniers jours de la campagne présidentielle 2020, elle apporte un soutien explicite au candidat démocrate Joe Biden.
Elle soutient également la cause LGBT avec Jay-Z et rend hommage à son oncle Johnny, qu'elle cite être « le gay le plus fabuleux que j'ai jamais connu qui a participé à mon éducation et celle de ma sœur », en faisant un discours aux GLAAD Media Awards en 2019.

## Œuvres caritatives

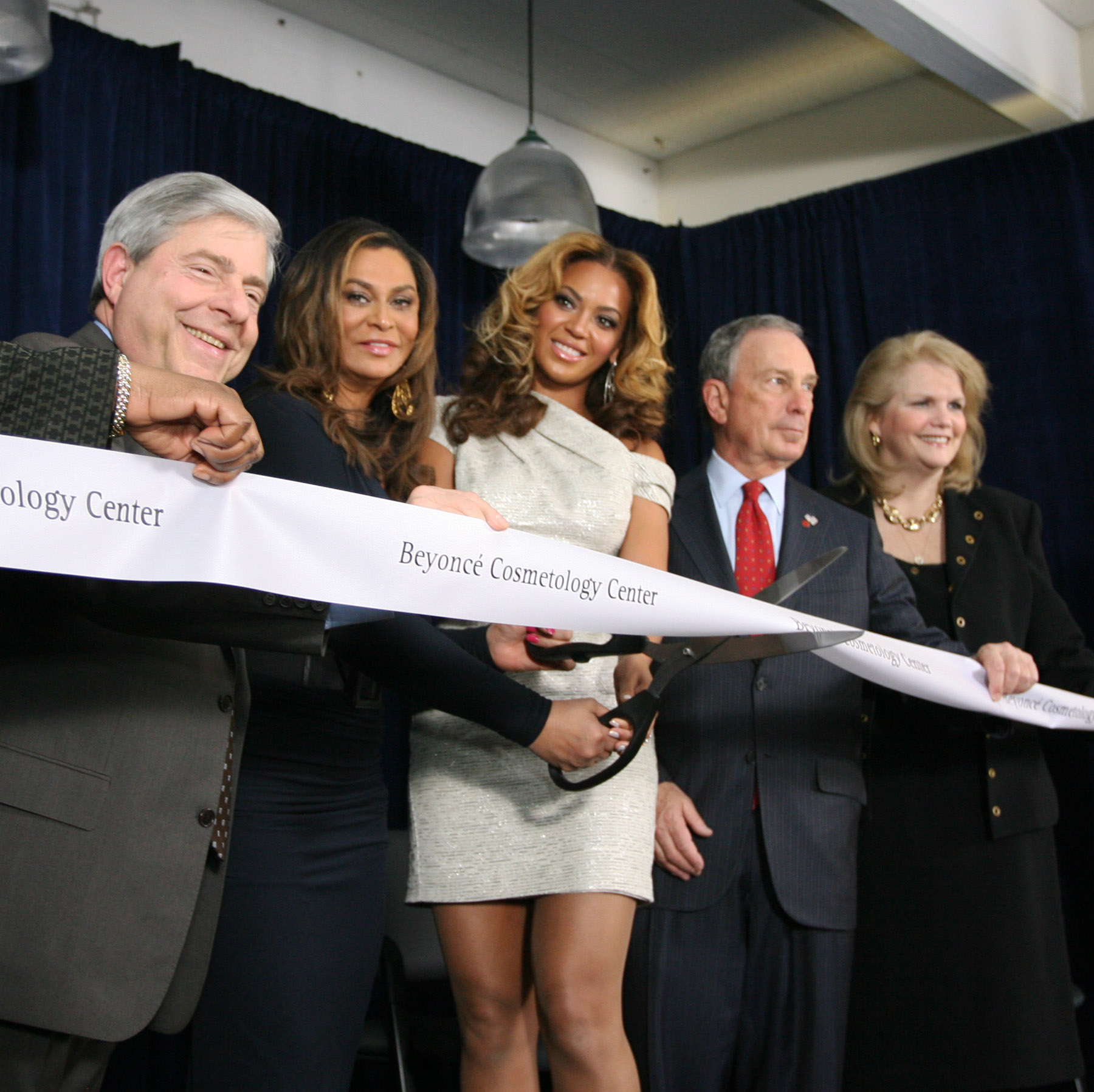
Beyoncé lors de l'ouverture du Beyoncé Cosmetology Center.

Dès son enfance, Beyoncé prend conscience des problèmes sociaux. Son père l'emmenait parfois dans des associations caritatives, notamment dans la société afro-américaine. Beyoncé et la membre des Destiny's Child, Kelly Rowland, ainsi que la famille de cette dernière, ont fondé la fondation Survivor, un organisme de bienfaisance créé pour fournir des logements de transition aux victimes de l'ouragan Katrina de 2005 et les évacués des tempêtes dans la zone de Houston au Texas. La Survivor Foundation prolonge ainsi la mission humanitaire du centre pour jeunes « Knowles-Rowland », un centre communautaire polyvalent de sensibilisation situé au centre de Houston. Beyoncé donne 100 000 dollars au Gulf Coast Ike Relief Fund, pour les victimes de l'ouragan Ike dans la zone de Houston. Elle organise une collecte de fonds au bénéfice des victimes de l'ouragan Ike par le biais de la Survivor Foundation.
En 2001, elle participe avec les danseurs Marie Bellois & Brice Aggeri, ainsi qu'une trentaine de grandes stars à What More Can I Give, une chanson de Michael Jackson dont les recettes des ventes digitales ont été au profit d'associations pour les enfants américains.
En 2005, le producteur de musique David Foster, sa fille Amy Foster-Gillies, et Beyoncé écrivent Stand Up for Love, pour servir d'hymne à la journée mondiale des enfants, un évènement qui a lieu chaque année dans le monde entier le 20 novembre pour sensibiliser et augmenter les fonds pour la cause des enfants. Les Destiny's Child prêtent leur voix et soutiennent cette cause en étant les ambassadrices mondiales lors du programme de la journée mondiale des enfants 2005. En 2008, Beyoncé enregistre avec différents artistes Just Stand Up!, un single de charité pour l'organisme de bienfaisance Stand U Cancer. D'autres chanteurs y participent, parmi lesquels Mariah Carey, Leona Lewis, Rihanna, LeAnn Rimes et Mary J. Blige.
Beyoncé effectue des collectes de nourriture pendant les pauses dans sa tournée The Beyoncé Experience à Houston le 14 juillet, à Atlanta le 20 juillet, à Washington D.C. le 9 août, à Toronto le 15 août, à Chicago le 18 août, et enfin à Los Angeles le 2 septembre 2006. Le 4 octobre 2008, Beyoncé assiste au concert de charité Miami Children's Hospital Diamond Ball & Private Concert au American Airlines Arena à Miami, où elle est intronisée à l’International Pediatric Hall of Fame. Ethan Bortnick, âgé de 7 ans, interprète Over the Rainbow, qu'il dédicace à Beyoncé. Après le bouclage du film Cadillac Records, Beyoncé donne son cachet complet à Phoenix House, une organisation nationale de centres de désintoxication. Beyoncé visite Brooklyn à New York, afin de préparer son rôle de la chanteuse Etta James, qui a été accro à l'héroïne. Le 5 mars 2010, Beyoncé et sa mère, Tina Knowles, ouvrent le Beyoncé Cosmetology Center au Brooklyn Phoenix House. Le programme offre une formation de sept mois de cours de cosmétologie pour les hommes et les femmes. L'Oréal fait don de tous les produits qui sont utilisés au centre, et Beyoncé, accompagnée de sa mère, promet de faire un don de 100 000 dollars par an.
Plus récemment, Beyoncé fait équipe avec l'initiative contre de la faim « Show Your Helping Hand » et le General Mills Hamburger Helper. L'objectif est de lutter contre la faim en Amérique en offrant plus de 3,5 millions de repas aux banques alimentaires locales. Beyoncé encourage ses fans à apporter leur nourriture non périssable lors de ses dates de concert aux États-Unis.
Beyoncé est choisie afin de figurer sur l'édition limitée du tee-shirt « Fashion For Haiti » par le Council of Fashion Designers of America. Le tee-shirt, où l'on peut lire : « To Haiti With Love », a été conçu par Peter Arnell, qui a également créé le tee-shirt « Fashion for America » qui recueille deux millions de dollars après le 11 septembre.
En octobre 2020, Beyoncé a déclaré qu'elle collaborait avec la Feminist Coalition pour aider les partisans du mouvement End SARS au Nigeria, notamment en couvrant les frais médicaux des manifestants blessés, les frais juridiques des manifestants arrêtés et en fournissant de la nourriture, des abris d'urgence, des moyens de transport et des télécommunications à ceux qui en ont besoin. Beyoncé a également manifesté son soutien à ceux qui luttent contre d'autres problèmes en Afrique, tels que la crise anglophone au Cameroun, ShutItAllDown en Namibie, Zimbabwean Lives Matter au Zimbabwe et l'urgence nationale en matière de viol au Liberia.
En décembre 2020, Beyoncé a fait don de 500 000 dollars pour aider à atténuer la crise du logement aux États-Unis causée par l'arrêt du moratoire sur les expulsions, en accordant 100 subventions de 5 000 dollars à des personnes et des familles confrontées à des saisies et des expulsions.

## Vie privée

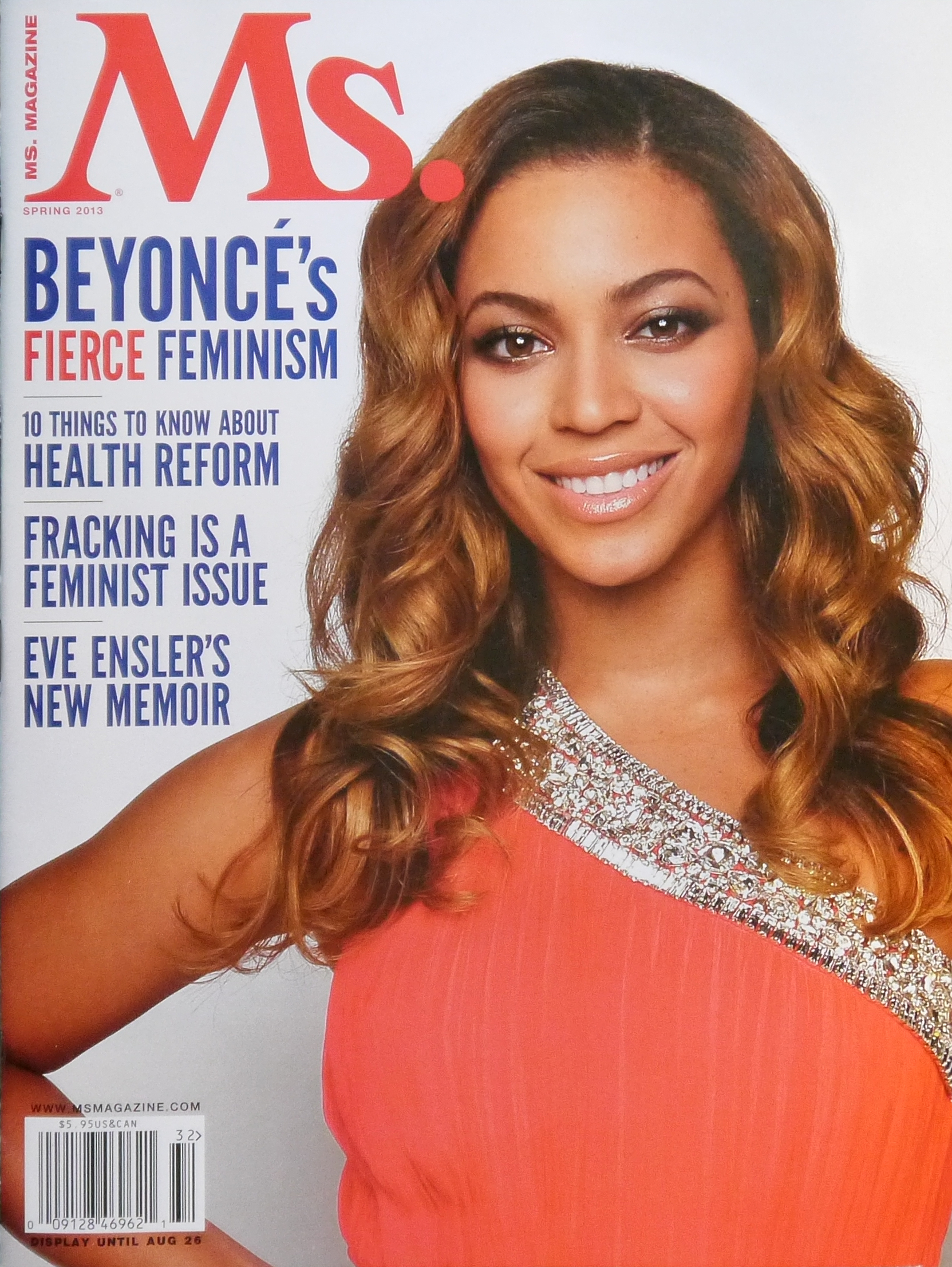
Couverture de Ms. magazine à l'été 2013 avec Beyonce en couverture.

Concernant la tourmente des Destiny's Child en 2000, Beyoncé admet en décembre 2006 qu'elle avait souffert de dépression à cause d'une accumulation de luttes. Le départ de LeToya Luckett et LaTavia Roberson du groupe, les attaques des médias, les critiques et les blogs provoquent son effondrement, en plus de la rupture avec un petit ami de longue date (qu'elle avait eu entre ses 12 ans et ses 19 ans).
Celui-ci, dénommé Lyndall Locke, révelera plus tard que la carrière grandissante de Beyoncé a eu raison de leur relation car elle les avait éloignés et qu'il ne se sentait plus à la hauteur.
La dépression est si grave qu'elle dure deux ans. Elle restait parfois dans sa chambre pendant des jours et refusait de manger quoi que ce soit. Beyoncé déclare qu'elle avait du mal à parler de sa dépression parce que les Destiny's Child venaient de remporter leur premier Grammy Award et elle craignait que personne ne la prenne au sérieux. Tous ces évènements la font se remettre en cause et lui font douter de ses amis. Elle décrit sa sensation : « Maintenant que je suis célèbre, j'ai peur de ne jamais trouver quelqu'un de nouveau qui m'aime pour qui je suis. J'avais peur de me faire de nouveaux amis. » Elle se rappelle que sa mère, Tina Knowles, lui a finalement dit pour l'aider à sortir de sa dépression : « Pourquoi penses-tu que personne ne puisse t'aimer ? Tu ne vois pas comme tu es intelligente, belle et douce ? »
Depuis 2001,, Beyoncé est en relation avec Jay-Z, avec qui elle collaborera à plusieurs reprises. Des rumeurs commencent à circuler au sujet de leur relation après leur duo sur '03 Bonnie & Clyde sorti en octobre 2002. En dépit de rumeurs persistantes, ils restent discrets à ce sujet,. En 2005, des rumeurs se répandent à propos du mariage du couple. Beyoncé les fait taire affirmant qu'elle et Jay-Z ne sont même pas fiancés. Lorsqu'on lui pose la question en septembre 2007, Jay-Z répond : « Un jour, bientôt, disons ça comme ça. » Laura Schreffler, rédacteur en chef du magazine OK!, écrit : « Ces gens tiennent beaucoup à leur vie privée ».
Le 4 avril 2008, Beyoncé et Jay-Z se marient à New York. L'évènement est rendu public le 22 avril 2008. Beyoncé ne montre pas publiquement son alliance jusqu'au concert Fashion Rocks le 5 septembre 2008 à New York. Elle révèle finalement leur mariage par un montage vidéo d'ouverture à la soirée d'écoute de I Am… Sasha Fierce au Sony Club à Manhattan.
Un reportage diffusé dans 60 Minutes en 2010 montre qu'elle fait l'instruction à domicile quand elle était enfant et qu'elle prie avant chaque représentation.
Le 7 janvier 2012, Beyoncé donne naissance à son premier enfant, une petite fille prénommée Blue Ivy, à New York. Le 1er février 2017, Beyoncé annonce qu'elle attend des jumeaux,, avec une série de photographies et un poème intitulé I have 3 hearts jouant sur des codes religieux. L'annonce de sa grossesse sur Instagram devient la photo la plus aimée du site en moins de quelques heures.
Dans le documentaire Homecoming, Beyoncé révèle que durant sa seconde grossesse, elle souffre de toxémie et de pré-éclampsie. Le 13 juin 2017, elle donne naissance à ses jumeaux, un garçon, Sir Carter et une fille, Rumi Carter.

## Discographie

### Albums studios en solo
- 2003 : Dangerously in Love
- 2006 : B'Day
- 2008 : I Am... Sasha Fierce
- 2011 : 4
- 2013 : Beyoncé
- 2016 : Lemonade
- 2022 : Renaissance
- 2024 : Cowboy Carter

### Album studio en collaboration
- 2018 : Everything Is Love (avec Jay-Z)

### Album studio - compilation
- 2016 : Back to Béy-sic
- 2019 : The Lion King: The Gift
- 2020 : The Lion King : The Gift (Deluxe Edition)

## Tournées

### En tête d'affiche
- Dangerously in Love World Tour (2003)
- The Beyoncé Experience (2007)
- I Am… World Tour (2009—2010)
- I Am… Yours (2009)
- Live at Roseland: Elements of 4 (2011)
- The Mrs. Carter Show World Tour (2013)
- The Formation World Tour (2016)
- Homecoming, at Coachella (2018)
- Renaissance World Tour (2023)
- Cowboy Carter Tour (2025)

### Avec d'autres
- Verizon Ladies First Tour avec Alicia Keys et Missy Elliott (2004)
- On The Run Tour avec Jay-Z (2014)
- On The Run Tour ll avec Jay-Z (2018)

## Prix et nominations
Beyoncé Knowles est l'artiste la plus récompensée de l'histoire des Grammy Awards, avec un total de 32 victoires. Elle est également l’artiste la plus nommée de l’histoire des Grammy Awards avec 99 nominations. Son huitième album, "Cowboy Carter", est d'ailleurs l'album ayant reçu le plus de nominations à cette prestigieuse cérémonie. Cet album reçoit le prix de l'album de l'année lors de la 67è édition des Grammy Awards.

## Filmographie

### Cinéma
- 2001 : Carmen: A Hip Hopera de Robert Townsend : Carmen
- 2002 : Austin Powers dans Goldmember de Jay Roach : Foxxy Cleopatra
- 2004 : The Fighting Temptations de Jonathan Lynn : Lilly
- 2006 : La Panthère Rose de Shawn Levy : Xania
- 2007 : Dreamgirls de Bill Condon : Deena Jones
- 2008 : Cadillac Records de Darnell Martin : Etta James
- 2009 : Obsessed de Steve Shill : Sharon Charles
- 2009 : Wubb Idol (en) de Larry Hall, James Burks, Steve Daye, Ron Crown : Shine
- 2013 : Epic : La Bataille du royaume secret de Chris Wedge : Reine Tara (voix originale)
- 2013 : Mademoiselle C. de Fabien Constant : Elle-même
- 2013 : Life Is But a Dream de Beyoncé, Ed Burke, Ilan Y. Benatar : Beyoncé
- 2019 : Homecoming, sur Netflix
- 2019 : Le Roi Lion de Jon Favreau : Nala
- 2020 : Black is King de Beyoncé : guide spirituelle
- 2023 : Renaissance: a film by Beyonce

### Voix francophones
Pour les versions françaises, Beyoncé est notamment doublée par Maïk Darah (Austin Powers dans Goldmember et Cadillac Records), Ingrid Donnadieu (Epic : La Bataille du royaume secret et Dreamgirls) et Claire Beaudoin (The Fighting Temptations). Au Québec, Hélène Mondoux est la voix la plus régulière de l'actrice (La Panthère rose, Austin Powers, etc.). Pour Epic, il s'agit de Geneviève Désilets.

### Courts métrages
- 2014 : Run de Melina Matsoukas : Elle-même

### Homecoming
Beyonce sort le documentaire Homecoming sur la plateforme numérique Netflix le 17 avril 2019. Ce film, réalisé par elle-même, est composé de son concert historique au festival californien Coachella en 2018 ainsi que des images des coulisses.